# 馬什哈德
馬什哈德（波斯語：مشهد，羅馬化：Mašhad，[mæʃˈhæd] ⓘ，中國古稱墨設），也被拼寫為Mashad或是Meshad。是伊朗第二大城市，亦是伊斯蘭教什葉派的聖城之一。它位於德黑蘭以東850公里，是礼萨呼罗珊省的首府。城市的人口為3,001,184人（2016年人口普查結果，涵蓋Mashhad Taman和Torqabeh兩地區）。馬什哈德是古代絲綢之路途中的重要綠洲，往東通往另一綠洲城市-梅爾夫。
馬什哈德建於公元823年。在波斯語，馬什哈德有「殉教之地」之意；原因是什葉派第八代阿里·里达伊瑪目曾在此被毒害。後人為記念他，在此地建一座麻札，後發展成為今日的伊瑪目禮薩聖陵。阿拔斯王朝哈里發哈倫·拉希德也被葬在同一座聖陵內。自此以後，馬什哈德便成為什葉派的一個聖城；每年有眾多的信徒來此朝聖。
馬什哈德在歷史上曾受到不同民族的統治。在蒙古帝國時期，這座城市也曾相當繁榮。
撰寫列王紀的波斯詩人菲爾多西也葬在此地，因此馬什哈德也被俗稱為“費爾多西之城”。這座城市是伊朗重要的文學家和藝術家，例如詩人Mehdi Akhavan-Sales和伊朗傳統音樂歌者兼作曲家Mohammad-Reza Shajarian的故鄉。兩人都葬在離馬什哈德不遠的圖斯，圖斯是個古老城市，被認為是馬什哈德發源地。
在2009年10月30日（阿里·里达殉難紀念日），伊朗當時的總統馬哈茂德·艾哈邁迪內賈德宣布馬什哈德為“伊朗的精神首都”。

## 歷史

### 地名來源和早期歷史
馬什哈德的舊稱是薩那巴德（Sanabad（سناباد））。在薩法維王朝時期才更名為馬什哈德。馬什哈德這個名字來自阿拉伯語，意思是麻札（殉難者的陵寢）。什葉派穆斯林第八位伊瑪目阿里·里達（波斯文則以伊瑪目禮薩表達)在此地過世（根據什葉派的說法，是殉難)。禮薩的聖陵在此建立。
阿契美尼德王朝皇帝大流士一世的貝希斯敦銘文（公元前520年）中提到的帕提亞古城Patigrabanâ可能位於今天的馬什哈德。
在公元9世紀初（伊斯蘭曆3世紀），馬什哈德是一個名為薩那巴德的小村莊，與圖斯相距24公里（15英里）。大呼羅珊總督胡馬伊德·伊本·瓜塔巴在當地建有一座夏宮。公元808年，當阿巴斯王朝哈里發哈倫·拉希德為鎮壓發生在河中地區的拉菲·伊本·萊伊斯叛亂，經過這兒時發病而過世。他被葬在胡馬伊德·伊本·瓜塔巴的宮殿裡面。這座宮殿因此被稱為哈倫·拉希德的陵寢。公元818年，阿里·里達殉難在馬蒙手中，被安葬在哈倫·拉希德的陵墓旁。雖然馬什哈德擁有圖斯的文化遺產（包括尼札姆·穆勒克、安薩里、阿瑪德 伽扎立、菲爾多西、阿薩迪 圖西、和夏克 圖西），但較早的阿拉伯地理學家已將馬什哈德和圖斯當作是兩個獨立的城市。

### 蒙古入侵：伊兒汗國
雖然有人認為阿里·里達事件之後，這座城市被稱為Mashhad al-Ridha（阿里·里達的殉難地），但似乎馬什哈德作為地名，首次是出現在中古時期阿拉伯旅行者麥基迪西的作品中，即出現在公元第10世紀中60年以後的時期。大約在14世紀中葉，伊本·白圖泰使用“這個Mashhad al-Rida城鎮”的稱法。在中世紀末期，努坎（Nuqan）這個名字仍在14世紀上半葉伊爾汗國統治時所鑄造的硬幣上出現，但是這地方的名字似乎已經逐漸被al-Mashhad或Mashhad所取代。

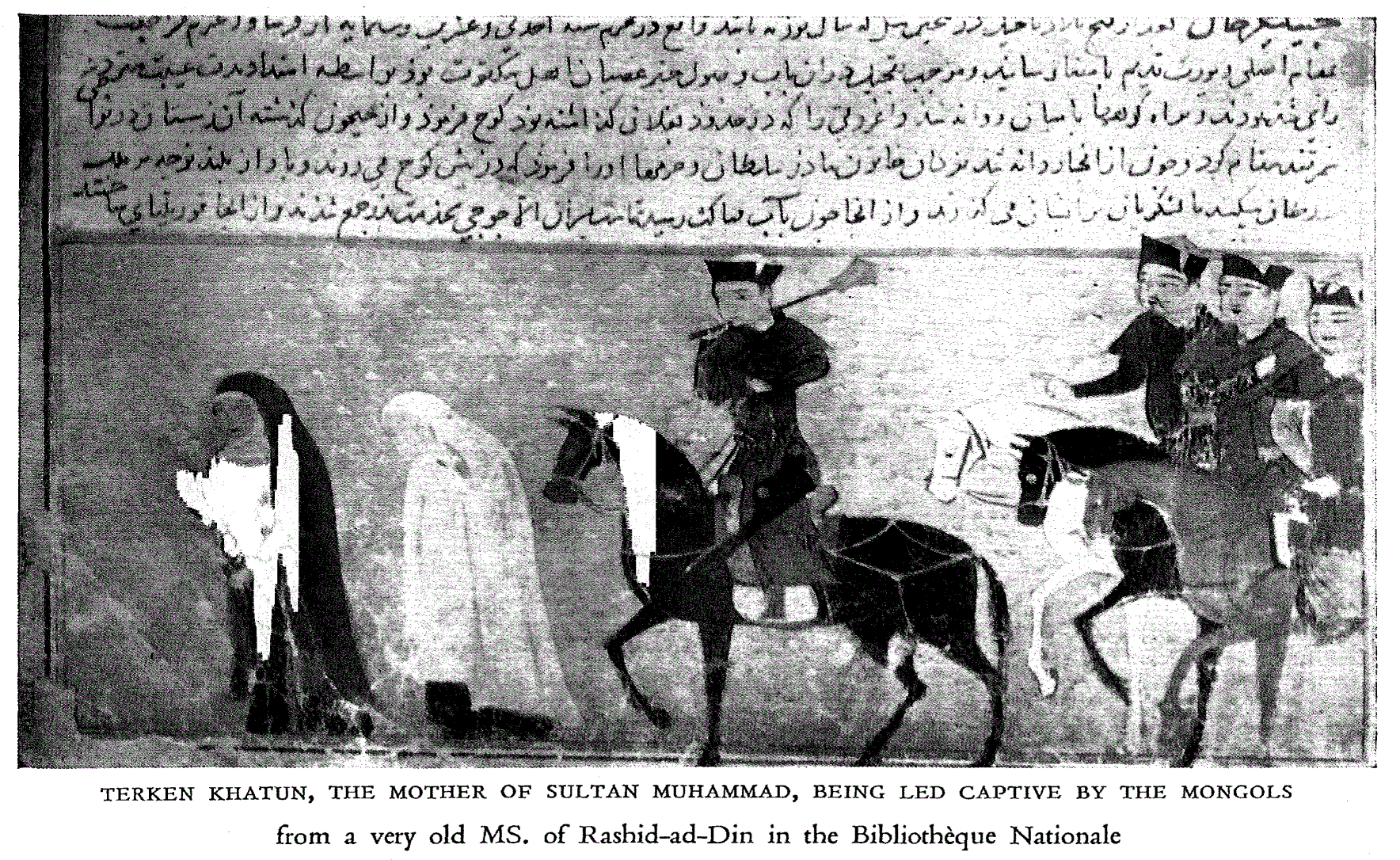
花剌子模王朝太后圖兒干合敦於蒙古人西征時被俘。

什葉派教徒開始前往這個陵墓朝聖。到9世紀末，有圓頂加蓋在陵墓上方，逐漸也有許多其他建物和集市在陵墓周圍出現。在往後超過一千年的過程中，陵墓被破壞和重建多次。然而，在公元1161年，烏古斯人人佔領這座城市，但他們並未掠奪這個神聖區域。直到蒙古人在1220年進襲，由於馬什哈德有阿里·里達和哈倫·拉希德的陵墓存在，而被認為是“偉大的”城市，在大呼羅珊的許多大城市毀於蒙古人的手中，但這座城市受到的破壞相對不嚴重（但是哈倫·拉希德的陵墓仍受到盜竊）。其它城鎮的倖存者因此搬遷到馬什哈德。當旅行者伊本·白圖泰在1333年訪問這兒時，他說這是一個擁有豐沛果園、溪流、和磨坊的大城鎮。高貴的陵墓，上方建有一個優雅的圓頂建築，牆壁上有彩色瓷磚裝飾。
在馬什哈德料理中最著名的菜式是“sholeh Mashhadi”（稱為“Sholeh Mashhadi”(شله مشهدی)或“Sholeh”），歷史可追溯到蒙古入侵時代，當時人們用手上任何可用的食物加入烹調（主要成分是肉，穀物和豐富的香料），這道菜餚的名稱成為一個蒙古的名詞。

### 帖木兒帝國

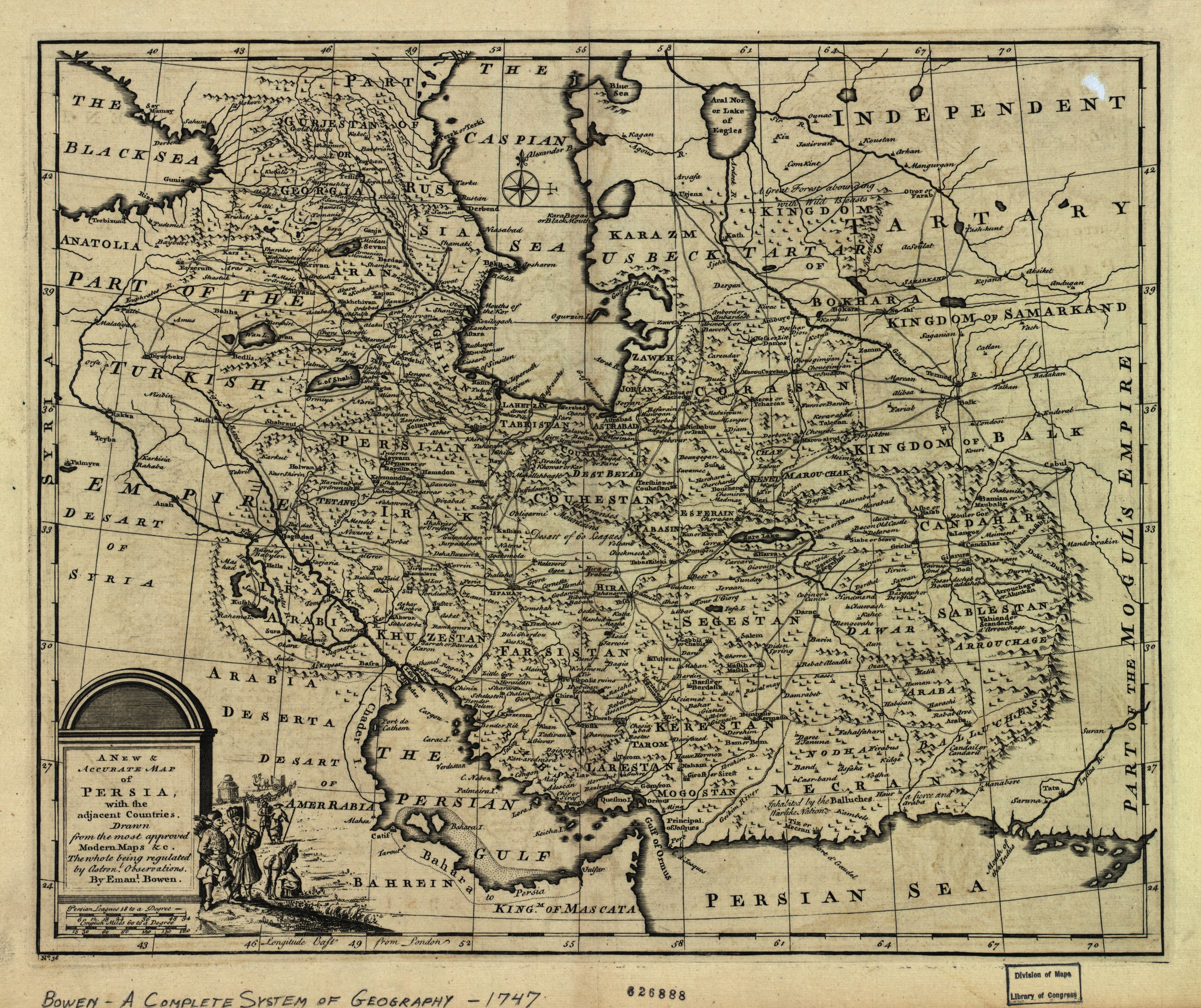
阿夫沙爾王朝時期的波斯帝國地圖（1747年），當時馬什哈德的地名以圖斯標示

薩那巴德-馬什哈德的重要性似乎隨著其聖陵名氣的增長，還有和圖斯的衰落而更為成長，當統治圖斯的蒙古貴族造反並試圖獨立時，帖木兒的兒子米蘭沙被他父親派去征討，米蘭沙在1389圍困圖斯幾個月後，將其攻陷，整個城市受到掠奪，成為廢墟。有一萬人被殺害。那些倖免於難的人逃到到馬什哈德“聖陵”尋求庇護。此後，圖斯被廢棄，馬什哈德成為這個地區的中心。
後來在帖木兒·沙哈魯統治期間，馬什哈德成為他統治領域的主要城市，他的妻子高哈尔绍德在1418年下令撥款，在聖陵旁建造一座清真寺，即高哈尔绍德清真寺。這座清真寺至今仍保持相當完好，清真寺的龐大規模，是這座城市在15世紀時具有重要地位的象徵。

### 薩非王朝
薩非王朝創始人伊斯瑪儀一世在帖木兒帝國的忽辛·拜哈拉逝世，以及帝國衰落之後，曾經佔領過馬什哈德。在公元16世紀，這個城市因為經歷烏茲別克族多次襲擊而遭受巨大損失。1507年，它被烏茲別克族的穆罕默德·昔班尼的軍隊佔領。二十年後的1528年，薩非王朝的塔赫瑪斯普一世再次把烏茲別克族趕出馬什哈德。但是烏茲別克族在1544年再次進入馬什哈德，掠奪和屠殺當地的人。烏茲別克族的阿卜杜拉汗二世在1589年經過四個月的圍攻，迫使馬什哈德投降。薩非王朝的阿巴斯一世從1585年起住在馬什哈德，直到他在1587年於加茲溫正式登基，阿巴斯一世在1598年與烏茲別克族在赫拉特附近進行一場艱苦的戰鬥之後，奪回馬什哈德，並把烏茲別克族趕到阿姆河以東。據說阿巴斯一世曾經從伊斯法罕走路到馬什哈德，以鼓勵伊朗人前往馬什哈德朝聖。在薩非王朝時期，馬什哈德在宗教上的聲譽更為隆盛，成為大呼羅珊區域內最重要的城市。有數座伊斯蘭學校和其他建築物被建造在伊瑪目禮薩聖陵之旁。馬什哈德除了具有宗教意義外，還有重要的政治作用。

### 阿夫沙爾王朝
馬什哈德被阿夫沙爾王朝統治者納迪爾沙定為首都，在他統治的1736年至1747年之間，當地經歷有史以來最繁榮的時期，納迪爾沙也大力贊助伊瑪目禮薩聖陵。當時波斯人步入衰落時期，而阿富汗艾哈邁德沙·杜蘭尼領導的杜蘭尼帝國把納迪爾沙王國的東部領土幾乎全部佔領。艾哈邁德沙·杜蘭尼在1753年圍攻馬什哈德長達8個月後，佔領這個城市。艾哈邁德沙·杜蘭尼和他的繼任者帖木兒沙·杜蘭尼允許阿夫沙爾王朝第四任君王沙魯克·阿夫沙爾繼續統治大呼羅珊，作為杜蘭尼帝國的附庸國，讓大呼羅珊成為他們和波斯之間的緩衝國。其實這兩位阿富汗統治者才是馬什哈德的真正統治者，他們都曾在馬什哈德鑄造錢幣。眼睛失明的沙魯克·阿夫沙爾對大呼羅珊的統治，雖然中間有短暫間斷的情況，仍然延續近半個世紀。帖木兒·沙·杜蘭尼在1792年過世後，卡扎爾王朝的創始人阿迦·穆罕默德·汗把沙魯克·阿夫沙爾的領土奪取，並於1795年將其處死，大呼羅珊與波斯其他地區分離的情況終止。

### 卡扎爾王朝

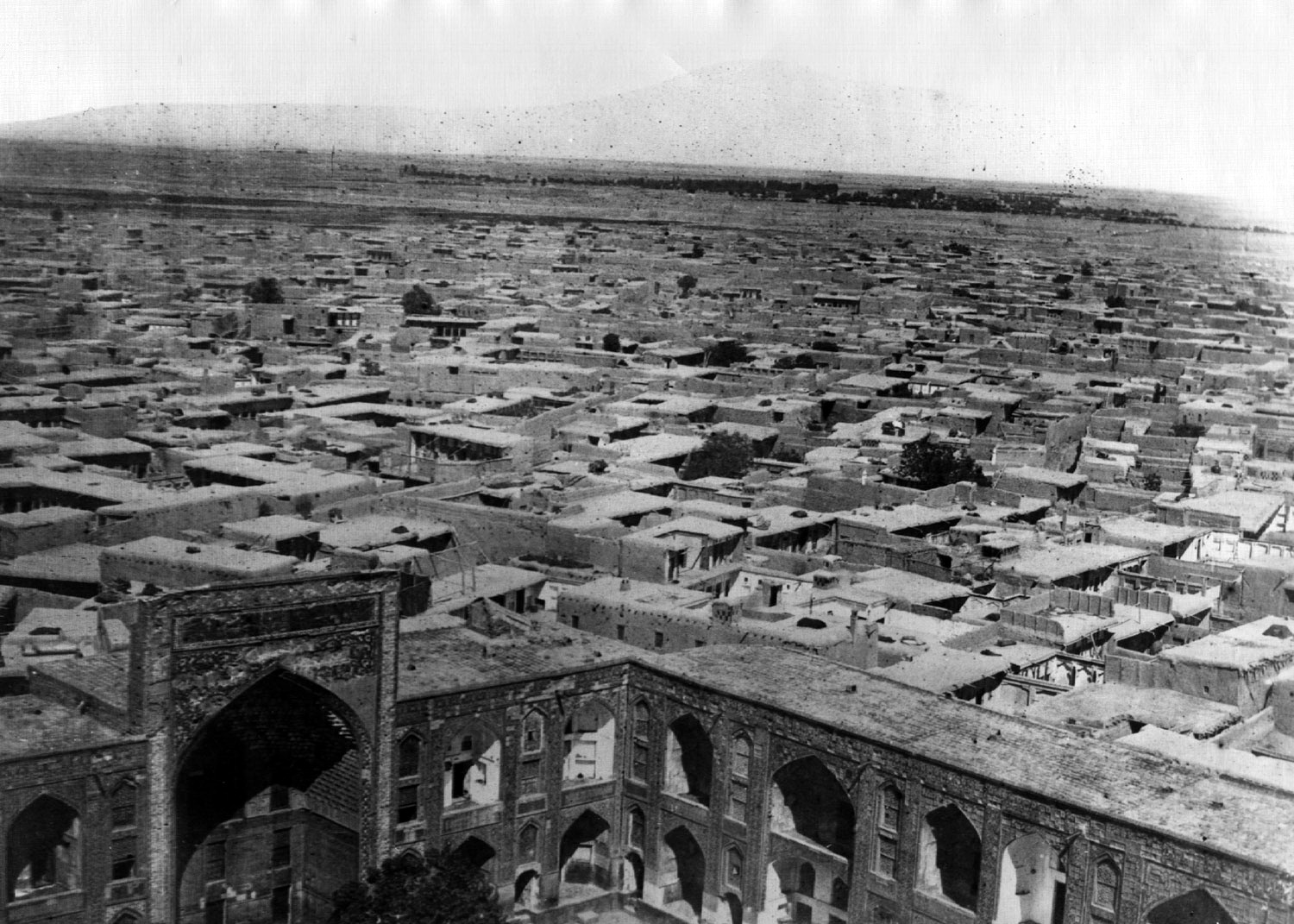
1858年的馬什哈德

有人認為，在沙魯克·阿夫沙爾統治的期間，馬什哈德仍是是阿夫沙爾王朝（1736年-1796年）的首都（與桑德王朝時代（1752年-1794年）大致同期），直到卡扎爾王朝的阿迦·穆罕默德·汗於1796年把大呼羅珊地區併入為止。

#### 1912年伊瑪目禮薩聖陵遭砲擊事件
1911年，來自阿富汗赫拉特的優素福汗（Yusuf Khan）在馬什哈德聚集一大批反對波斯立憲革命的反動派，宣布獨立，自封為穆罕默德·阿里·沙，持續一段時間。這情況給予帝俄進行干預的藉口，俄軍在1912年3月29日對這座城市發動砲擊。有數位民眾和朝聖者被炸死；伊瑪目禮薩聖陵的金色圓頂以及其他部分受到破壞，這種損毀穆斯林聖殿的行動引起什葉派穆斯林世界和當時英屬印度廣泛的不滿。砲擊是由達比沙親王(Prince Aristid Mikhailovich Dabizha，一位摩爾多瓦王子，他是帝俄駐馬什哈德領事)和拉德科將軍(保加利亞人，當時俄國哥薩克部隊的指揮官)所策劃。優素福汗最終被波斯人俘虜並被處決。

### 巴列維王朝

#### 禮薩汗治下現代化
在禮薩汗（1925-1941）統治下，馬什哈德的現代化加速。禮薩汗醫院 (現隸屬於巴斯基組織的禮薩汗醫院) 成立於1934年；阿布庫的製糖廠以及馬什哈德醫學院（Mashhad Medicine）分別在1935年及1939年相繼建立。馬什哈德第一座發電站於1936年建成，首度城市交通服務在1939年開始運作，最初僅擁有兩輛公共汽車。同年進行第一次人口普查，顯示當地有76,471名居民。

#### 1935年伊瑪目禮薩聖陵暴亂
1935年，在馬什哈德伊瑪目禮薩聖陵爆發針對現代化，以及反宗教政策的強烈抗爭，許多集市居住者和村民呼應一位神職人員譴責國王的異端創新、腐敗、和沈重的消費稅的號召，在聖陵內聚集，他們高呼口號如“國王是新的耶齊德一世 (阿拉伯倭马亚王朝的第二位哈里發，什葉派穆斯林譴責他導致默罕默德外孫伊瑪目侯賽因·伊本·阿里在卡爾巴拉戰役中被戮)”。當地警察和軍隊拒絕破壞聖陵，在抗議經歷四天之後，由從阿塞拜疆調派而來的軍隊衝入聖陵，才把僵局結束，這次行動造成數十人喪生和數百人受傷，宣告什葉派神職人員與國王之間的公開決裂正式展開。根據幾位馬什哈德歷史學家的說法，在1935年發生的果哈莎德清真寺暴動，是對禮薩汗頒布自1936年1月8日起，禁止人民穿戴面紗（包括頭巾和查多）的法令而發生的騷亂。

#### 1941年至1979年改革

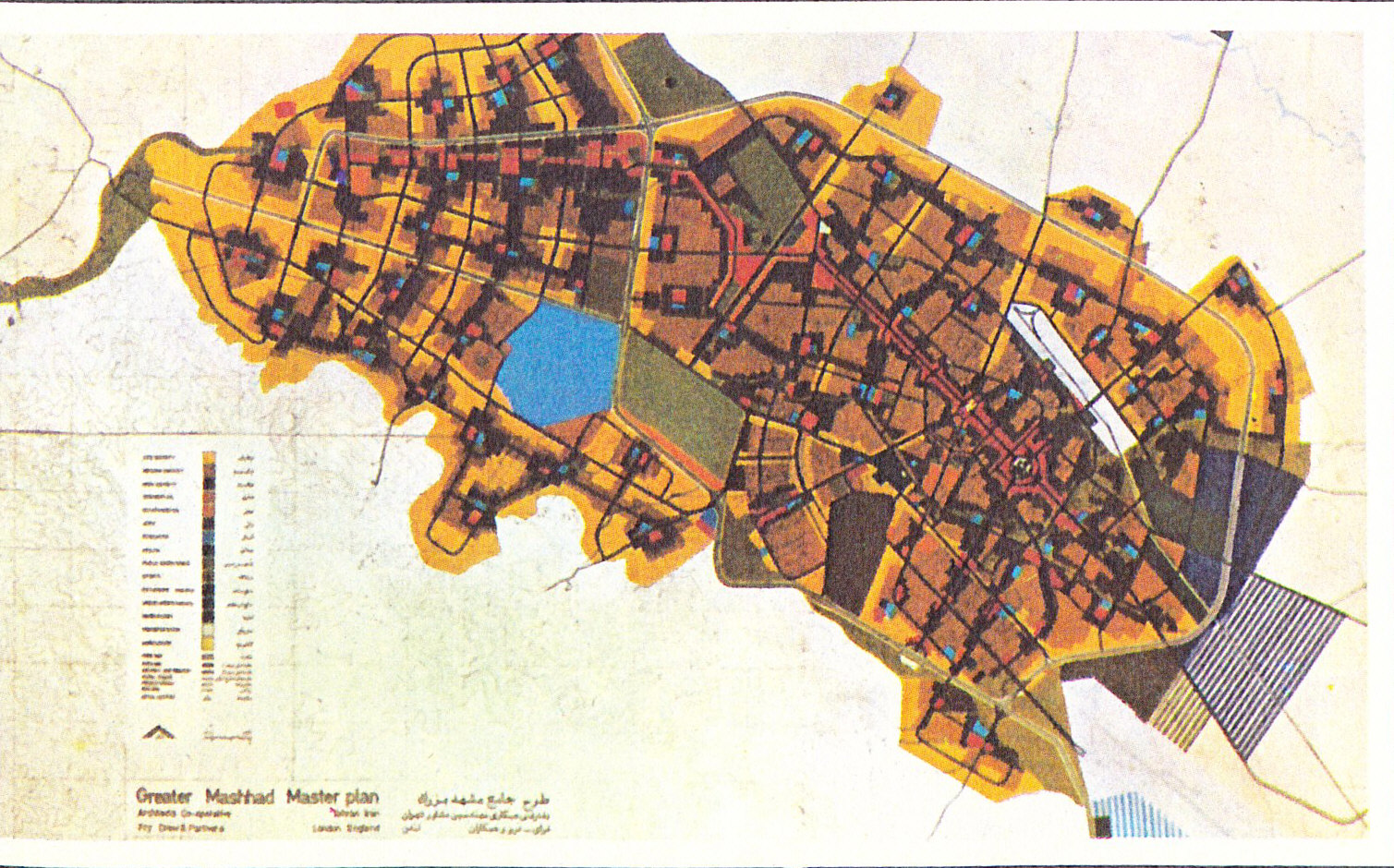
在1974年擬定的馬什哈德更新綜合計劃

由於1941年英蘇入侵伊朗之後，馬什哈德周圍鄉村地區相對不安全、1948年的旱災、以及1949年馬什哈德大學成立，馬什哈德的人口因此增長。與此同時，公共交通運輸中，公共汽車增加到77輛，出租車增加到200輛，鐵路在1957年建成，與首都德黑蘭連接。1956年的人口普查顯示人口數目為241,989人。在接下來的幾年中，由於伊朗石油收入增加、封建社會模式衰落、1963年展開的土地改革、城市機場建立，新工廠建立、以及醫療衛生系統發展，人口繼續增加，1966年的人口達到409,616人，1976年則增加到667,770人。城市的範圍從16平方公里擴大為33平方公里（從170,000,000平方英尺擴大為360,000,000平方英尺）。
1965年，伊朗建築和城市設計師大流許勃博提出一項針對伊瑪目禮薩聖陵周圍環境的城市更新發展項目，以取代圍繞在歷史古蹟的殘舊貧民窟。這個項目於1968年獲得批准。1977年，周邊地區被拆除，為這個項目的執行掃除障礙。為了遷移被拆的商家，大流許勃博在Meydan-e Ab廣場（波斯語 میدان آب"）中設計並建造一個新的市集。伊斯蘭革命之後，這個項目被放棄。

### 伊斯蘭革命後的馬什哈德

#### 1994年伊瑪目禮薩聖陵爆炸事件
在1994年6月20日的阿舒拉節，有件在伊瑪目禮薩聖陵禮拜堂的炸彈爆炸事件發生，造成至少25人死亡。據信俾路支解放軍恐怖分子拉姆齊·優素福（此人由遜尼派穆斯林轉信奉瓦哈比派）是事件背後的籌劃者，他是1993年世界貿易中心爆炸案的主要肇事者之一。
。但伊朗官方媒體指責的是梅赫迪·納赫維（Mehdi Nahvi），此人被推定為馬克思基本教義派伊朗人民聖戰者組織的一員，官方如此做的目的是為防止挑動分離主義的暴力行為。
在1998年和2003年，馬什哈德繼德黑蘭出現學生騷亂之後，也發生同樣的事件。

## 地理
馬什哈德位於北緯36.20度和東經59.35度，在土庫曼斯坦附近的卡沙佛得河谷中，在Template:Lin-en和合扎 馬斯吉 山脈之間。當地距離土庫曼斯坦首都阿什哈巴德僅250公里（160英里）。
這個城市是馬什哈德縣（當地稱為馬什哈德縣（Shahrestan)），以及馬什哈德較小的（區(Bakhsh)）的行政中心。城市本身，不包括周圍的區和縣部分，被分為13個較小的行政單位，總人口超過300萬。

### 氣候
馬什哈德的半乾旱氣候（柯本氣候分類法中的BSk類型 ）具有炎熱的夏天和涼爽的冬天。這座城市每年只有大約250毫米（9.8英寸）的降水量，偶爾會降雪。馬什哈德也有較潮濕和較乾燥的時期，大部分的降水發生在12月至5月之間。夏季通常炎熱乾燥，高溫有時會超過35 °C（95 °F）。冬季通常涼爽到寒冷，並有些潮濕，夜間的低點通常會降至冰點以下。馬什哈德每年平均有超過2,900小時的日照時間。
| Mashhad (1951–2010, extremes 1951–2010)                                                                         | Mashhad (1951–2010, extremes 1951–2010) | Mashhad (1951–2010, extremes 1951–2010) | Mashhad (1951–2010, extremes 1951–2010) | Mashhad (1951–2010, extremes 1951–2010) | Mashhad (1951–2010, extremes 1951–2010) | Mashhad (1951–2010, extremes 1951–2010) | Mashhad (1951–2010, extremes 1951–2010) | Mashhad (1951–2010, extremes 1951–2010) | Mashhad (1951–2010, extremes 1951–2010) | Mashhad (1951–2010, extremes 1951–2010) | Mashhad (1951–2010, extremes 1951–2010) | Mashhad (1951–2010, extremes 1951–2010) | Mashhad (1951–2010, extremes 1951–2010) |
| 月份 | 1月                                     | 2月                                     | 3月                                     | 4月                                     | 5月                                     | 6月                                     | 7月                                     | 8月                                     | 9月                                     | 10月                                    | 11月                                    | 12月                                    | 全年                                    |
| --- | --------------------------------------- | --------------------------------------- | --------------------------------------- | --------------------------------------- | --------------------------------------- | --------------------------------------- | --------------------------------------- | --------------------------------------- | --------------------------------------- | --------------------------------------- | --------------------------------------- | --------------------------------------- | --------------------------------------- |
| 历史最高温 °C（°F）                                                                                             | 20.0 (68.0)                             | 22.0 (71.6)                             | 28.0 (82.4)                             | 30.4 (86.7)                             | 35.2 (95.4)                             | 38.6 (101.5)                            | 43.8 (110.8)                            | 40.4 (104.7)                            | 38.0 (100.4)                            | 33.8 (92.8)                             | 28.4 (83.1)                             | 22.2 (72.0)                             | 43.8 (110.8)                            |
| 平均高温 °C（°F）                                                                                               | 6.1 (43.0)                              | 7.3 (45.1)                              | 12.2 (54.0)                             | 17.9 (64.2)                             | 24.8 (76.6)                             | 30.3 (86.5)                             | 32.4 (90.3)                             | 31.1 (88.0)                             | 25.9 (78.6)                             | 20.5 (68.9)                             | 13.5 (56.3)                             | 8.1 (46.6)                              | 21.2 (70.2)                             |
| 日均气温 °C（°F）                                                                                               | 1.7 (35.1)                              | 3.7 (38.7)                              | 8.5 (47.3)                              | 14.7 (58.5)                             | 19.6 (67.3)                             | 24.4 (75.9)                             | 26.6 (79.9)                             | 24.8 (76.6)                             | 20.3 (68.5)                             | 14.5 (58.1)                             | 8.7 (47.7)                              | 4.0 (39.2)                              | 14.3 (57.7)                             |
| 平均低温 °C（°F）                                                                                               | −5.8 (21.6)                             | −4.3 (24.3)                             | 2.9 (37.2)                              | 6.4 (43.5)                              | 10.4 (50.7)                             | 14.4 (57.9)                             | 16.7 (62.1)                             | 14.5 (58.1)                             | 9.7 (49.5)                              | 4.4 (39.9)                              | −1.9 (28.6)                             | −3.7 (25.3)                             | 7.3 (45.1)                              |
| 历史最低温 °C（°F）                                                                                             | −27.0 (−16.6)                           | −32.0 (−25.6)                           | −13.0 (8.6)                             | −7.0 (19.4)                             | −1.0 (30.2)                             | 4.0 (39.2)                              | 10.0 (50.0)                             | 5.0 (41.0)                              | −1.0 (30.2)                             | −8.0 (17.6)                             | −16.0 (3.2)                             | −25.0 (−13.0)                           | −32.0 (−25.6)                           |
| 平均降水量 mm（）                                                                                               | 32.6 (1.28)                             | 34.5 (1.36)                             | 55.5 (2.19)                             | 45.4 (1.79)                             | 27.2 (1.07)                             | 4.0 (0.16)                              | 1.1 (0.04)                              | 0.7 (0.03)                              | 2.1 (0.08)                              | 8.0 (0.31)                              | 16.1 (0.63)                             | 24.3 (0.96)                             | 251.5 (9.90)                            |
| 平均降水天数（≥ 1.0 mm）                                                                                        | 5.6                                     | 5.8                                     | 8.2                                     | 6.8                                     | 4.5                                     | 1.1                                     | 0.3                                     | 0.2                                     | 0.5                                     | 1.5                                     | 2.9                                     | 4.2                                     | 41.6                                    |
| 平均降雪天数 | 5.6                                     | 5.8                                     | 4.0                                     | 0.4                                     | 0.0                                     | 0.0                                     | 0.0                                     | 0.0                                     | 0.0                                     | 0.1                                     | 1.2                                     | 3.8                                     | 20.9                                    |
| 平均相對濕度（％）                                                                                              | 75                                      | 73                                      | 69                                      | 62                                      | 50                                      | 37                                      | 34                                      | 33                                      | 37                                      | 49                                      | 63                                      | 73                                      | 54                                      |
| 月均日照時數 | 148.3                                   | 147.5                                   | 163.3                                   | 200.4                                   | 280.4                                   | 343.2                                   | 366.9                                   | 359.7                                   | 305.2                                   | 249.5                                   | 188.3                                   | 151.6                                   | 2,904.3                                 |
| 来源：伊朗國家氣象局 (記錄), (temperatures), (precipitation), (humidity), (days with precipitation), (sunshine) |                                         |                                         |                                         |                                         |                                         |                                         |                                         |                                         |                                         |                                         |                                         |                                         |                                         |

## 人口資料
每年有超過2,000萬的朝聖及旅遊者訪問這座城市。

### 族群
馬什哈德人口中絕大多數是波斯人。其他種族包括最近從北呼羅珊省移居該市的庫爾德人和土庫曼人。當地還有一個不小的阿拉伯人後裔的社區（請參考大呼羅珊阿拉伯人後裔），這些人不操阿拉伯語，但是他們保留獨特的阿拉伯文化、美食、和宗教習俗。
| 族群           | 族群           | 族群 | 族群  | 族群  |
| -------------- | -------------- | ---- | ----- | ----- |
|                |                |      |       |       |
| 波斯人         | 波斯人         |      | 92.5% | 92.5% |
| 呼羅珊土耳其人 | 呼羅珊土耳其人 |      | 4%    | 4%    |
| 呼羅珊庫爾德人 | 呼羅珊庫爾德人 |      | 3%    | 3%    |
| 阿拉伯人       | 阿拉伯人       |      | 0.1%  | 0.1%  |
| 其他           | 其他           |      | 0.4%  | 0.4%  |

### 宗教
今日馬什哈德的聖陵及其博物館，收藏有極為豐富的伊朗文化和藝術的寶藏，尤其是在手抄本經典和繪畫方面。當地有些重要的
伊斯蘭學校與第八伊瑪目聖陵有關聯。
馬什哈德是世界第二大聖城，每年吸引超過2,000萬遊客和朝聖者，其中許多人是來向伊瑪目禮薩聖陵致敬。自中世紀以來，這個聖陵就一直吸引朝聖與旅行者前來。即使完成到麥加朝聖的人已獲得哈只的頭銜，來馬什哈德（尤其是對伊瑪目禮薩聖陵）朝聖過的人被稱為馬什蒂（Mashtee），當地居民也擁有這樣的頭銜。
雖然馬什哈德的主要主要居民是穆斯林，但以往在當地有一些宗教少數群體，主要是猶太人，他們在1839年阿拉赫達德事件之後，伊朗政府強制馬什哈德猶太人皈依伊斯蘭教。這些人被稱為Jadid al-Islam（“伊斯蘭的新來者”）。表面上他們採行伊斯蘭的生活方式，但仍秘密地保留自己的信仰和傳統。

## 經濟

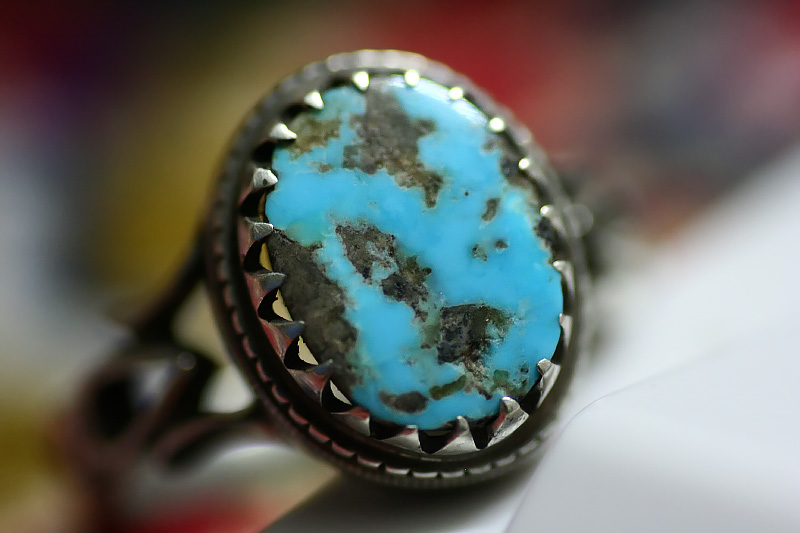
綠松石，馬什哈德當地珠寶產品之一。

馬什哈德是伊朗第二大汽車生產中心。這個城市的經濟主要是在生產和買賣乾果、鹽焗堅果、番紅花、伊朗糖果（如加茲，波斯牛軋糖）和蘇安，番紅花脆太妃糖）），做工繁複的寶石（如瑪瑙，綠松石）、鑲有紅寶石和祖母綠銀製珠寶、十八克拉金飾，以及香水、宗教紀念品、風衣、圍巾、手工羊毛織物（稱為特綿）、地毯、以及小地毯。
根據書面記錄和文件，這個城市現有最古老的地毯是在阿拔斯一世統治時期生產。此外，還有一種地毯，稱為為馬什哈德 Turkbâf，顧名思義，該地毯是由19世紀從大不里士移居至馬什哈德的工匠用土耳其結，以手工編織而成。當地其他重要產業包括營養品產業、服裝、皮革、紡織、化工、鋼鐵和非金屬礦產產業、建材，手工業。
馬什哈德的酒店家數佔伊朗全國的55％以上，當地是伊朗旅遊業的樞紐。宗教聖陵是吸引外國遊客最有魅力的景點。每年來此地朝聖旅遊的觀光客中，有200萬來自外國，其餘則是伊朗人。。馬什哈德是這個地區皮革產品的主要生產地。
失業、貧困、毒品、偷竊、和性剝削是這個城市最突出的社會問題。
馬什哈德當地的離婚率在2014年增加35％。呼羅珊地區和馬什哈德在2013年伊朗全國暴力事件數量排名第二。

## 語言
馬什哈德人日常主要使用的是波斯語，帶有馬什哈德當地特有的口音，可算是一種方言。馬什哈德波斯方言的某些語氣和重音與標準波斯語有些差異。如今，馬什哈德的年輕人很少使用馬什哈德方言，他們中的大多數人認為使用它是一種羞恥。人們認為這與伊朗伊斯蘭共和國廣播電視台（IRIB）的負面宣傳有關。

## 文化

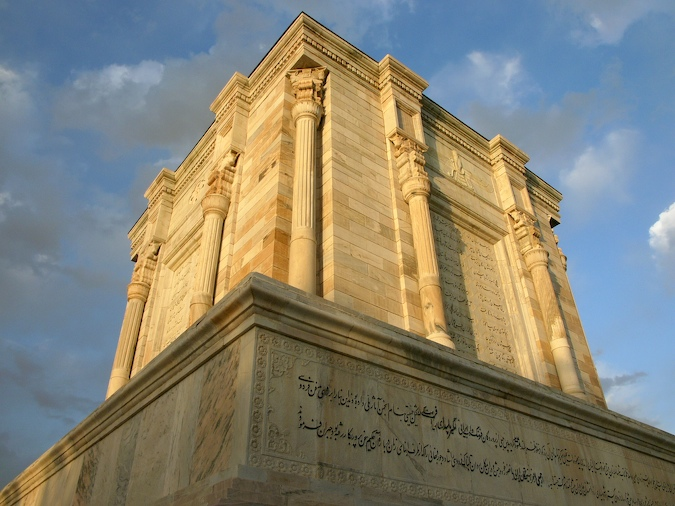
在圖斯的菲爾多西之墓。

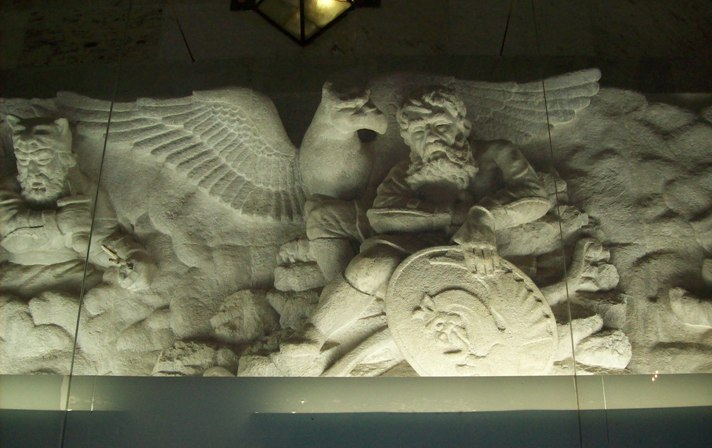
在圖斯，描述列王紀中波斯神話的浮雕。

馬什哈德長期以來一直是世俗和宗教學習的中心，也是伊斯蘭藝術和科學，以及表達宗教虔誠和朝聖的中心。馬什哈德有相當數量的伊斯蘭學校，這類學校目前有39間，學生數目估計有2,300名。
馬什哈德有座圖書館，屬於中東最古老的圖書館之列，稱為阿斯坦·庫茲·拉扎維中央圖書館，已有六個多世紀的歷史。這座圖書館有大約600萬份歷史文獻。博物館還收藏超過70,000種來自不同時期的珍貴手稿。

## 圖集

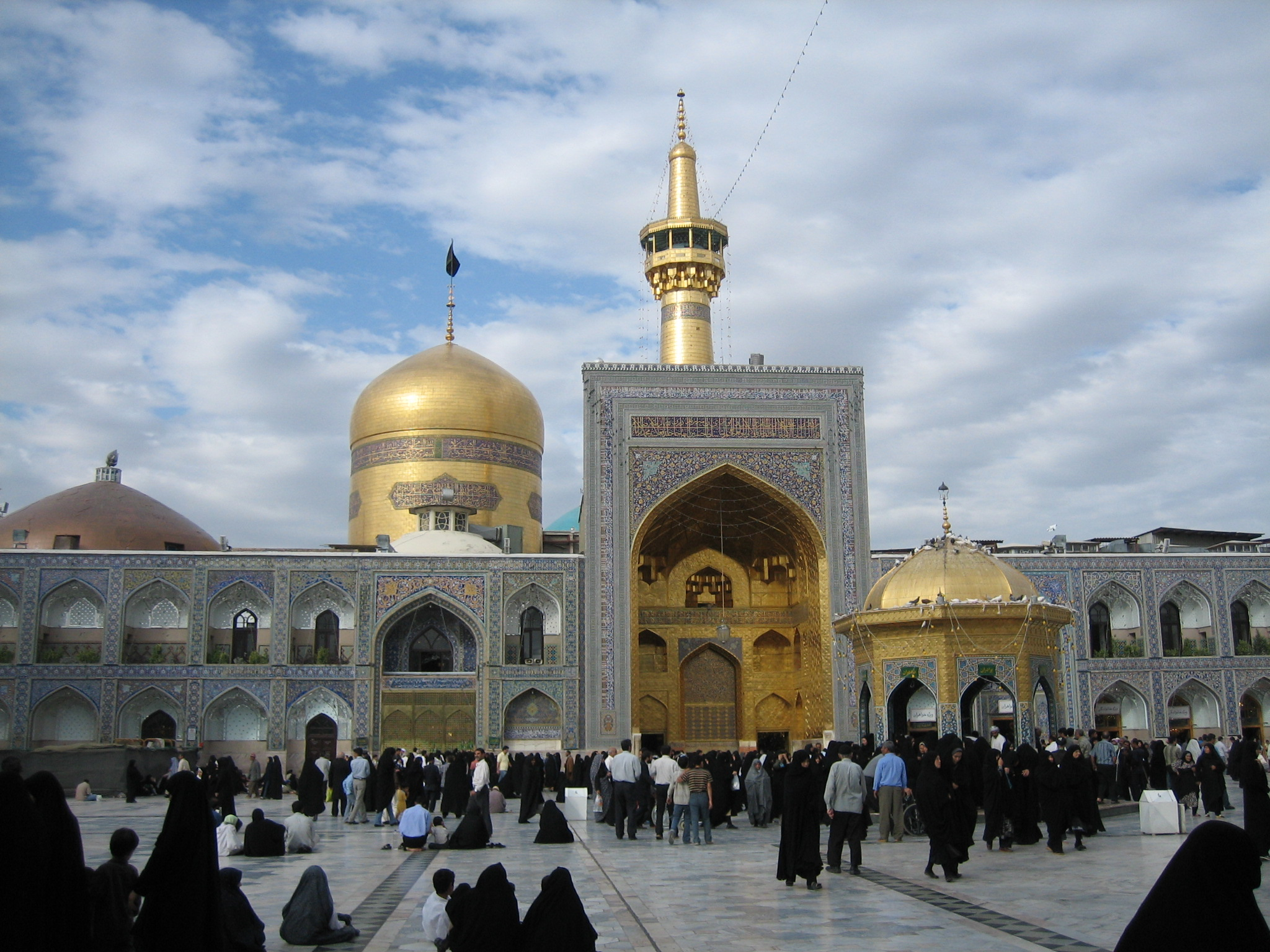
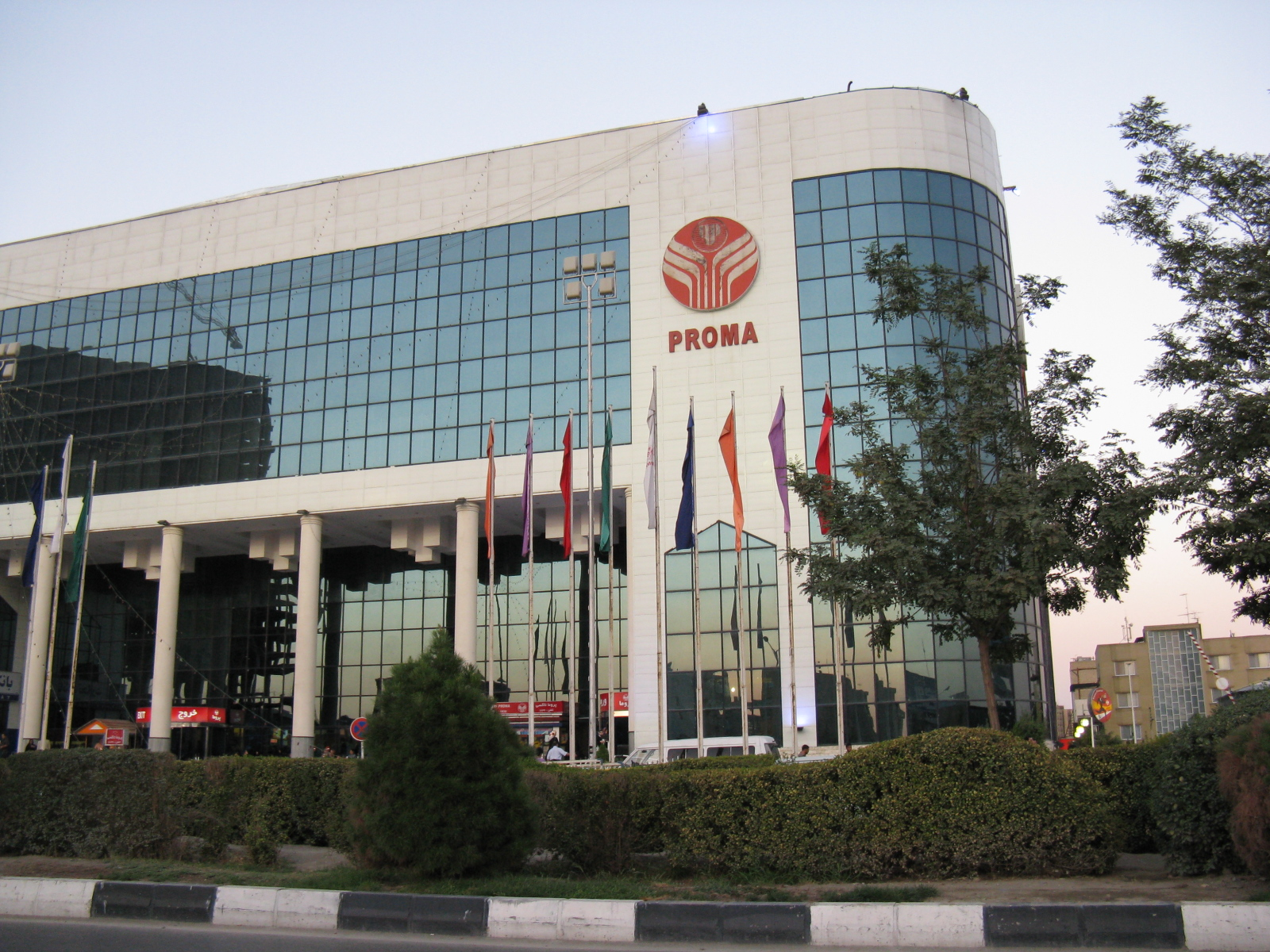
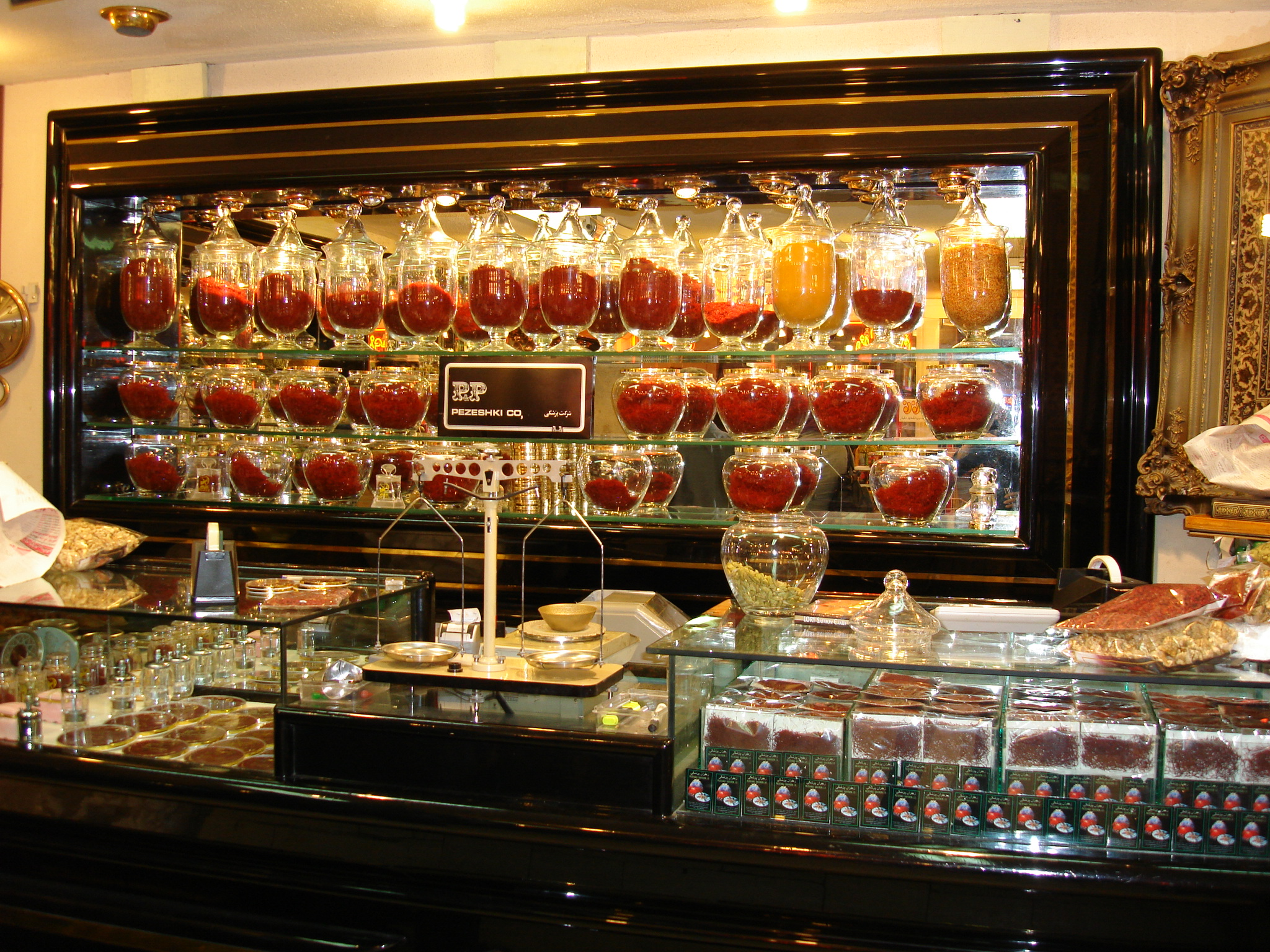
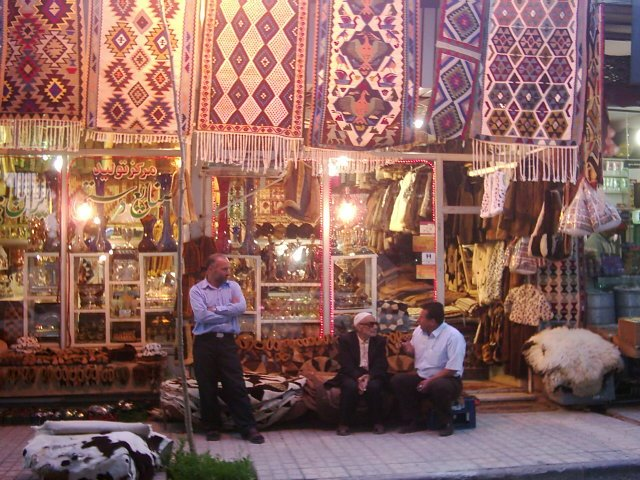
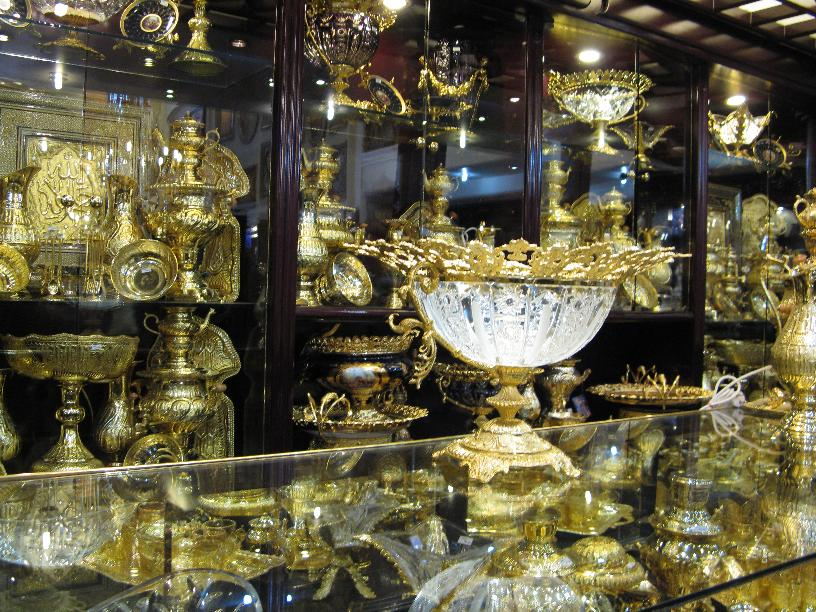
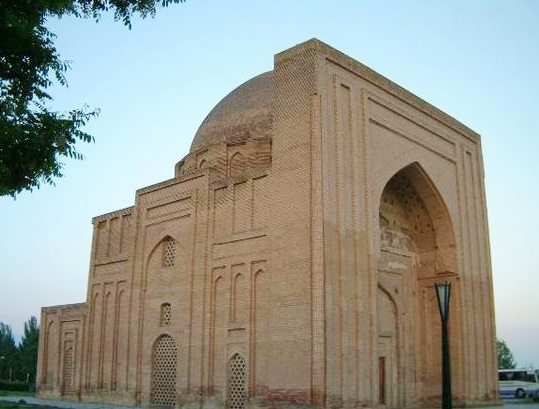
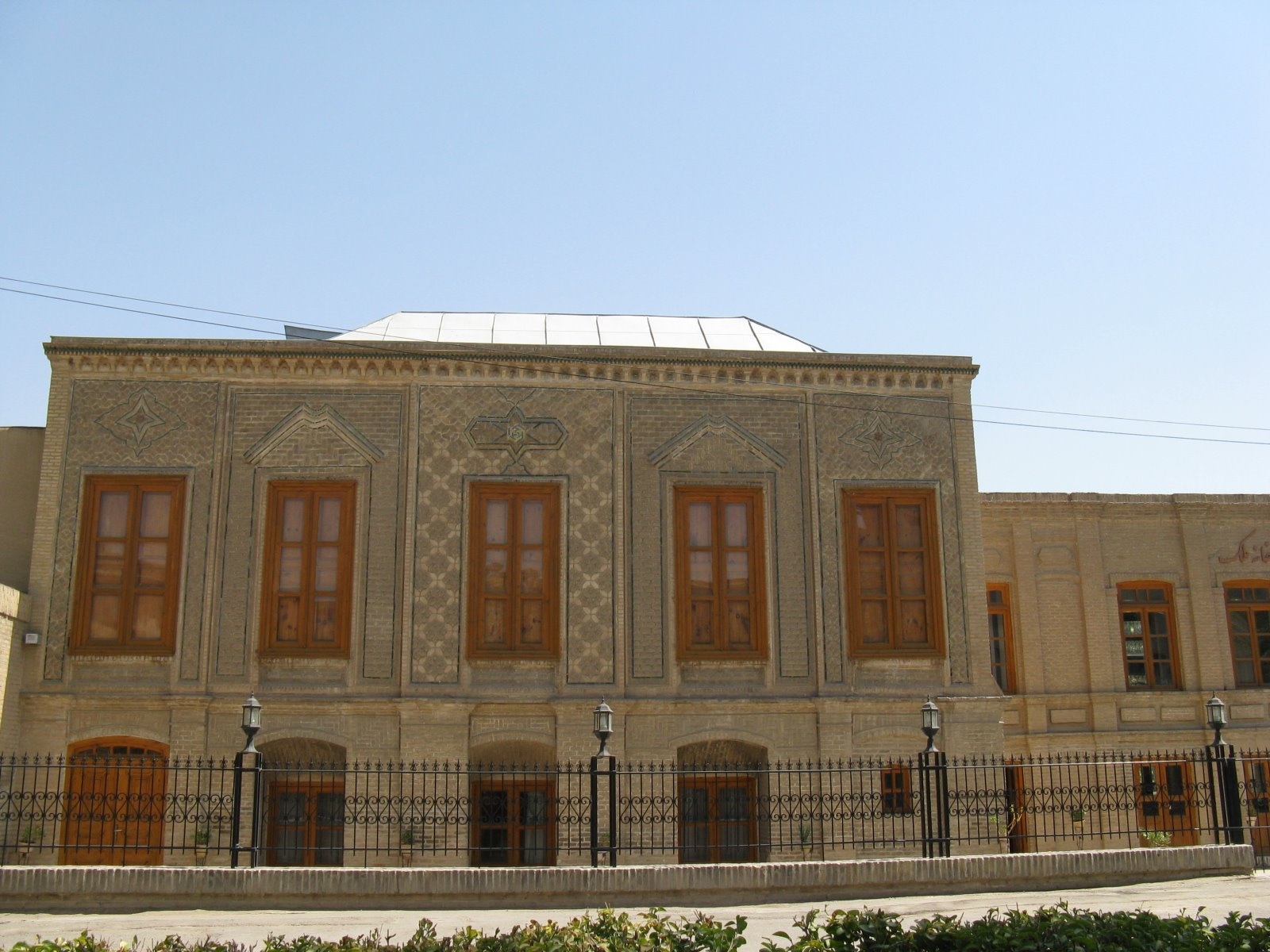
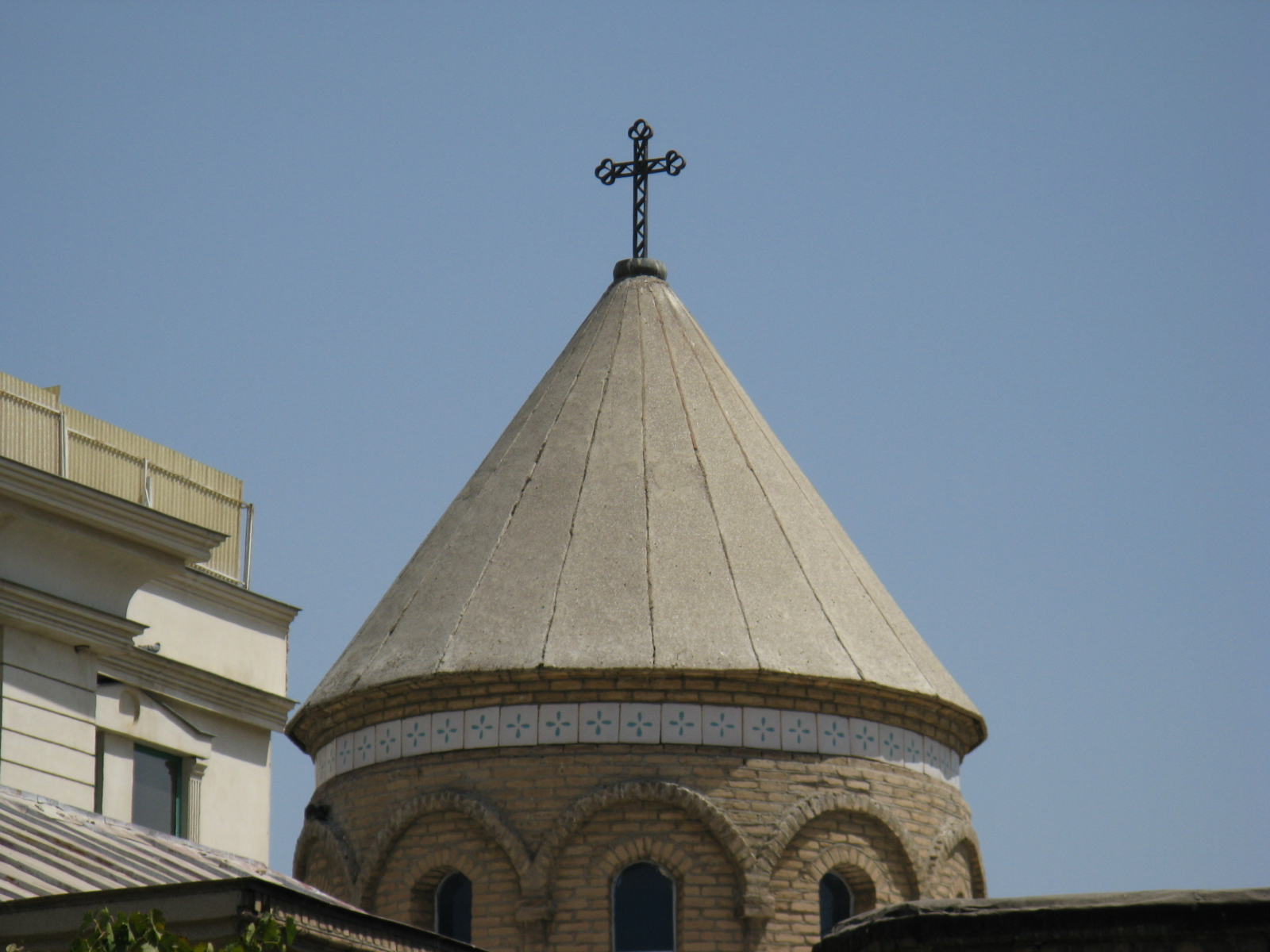
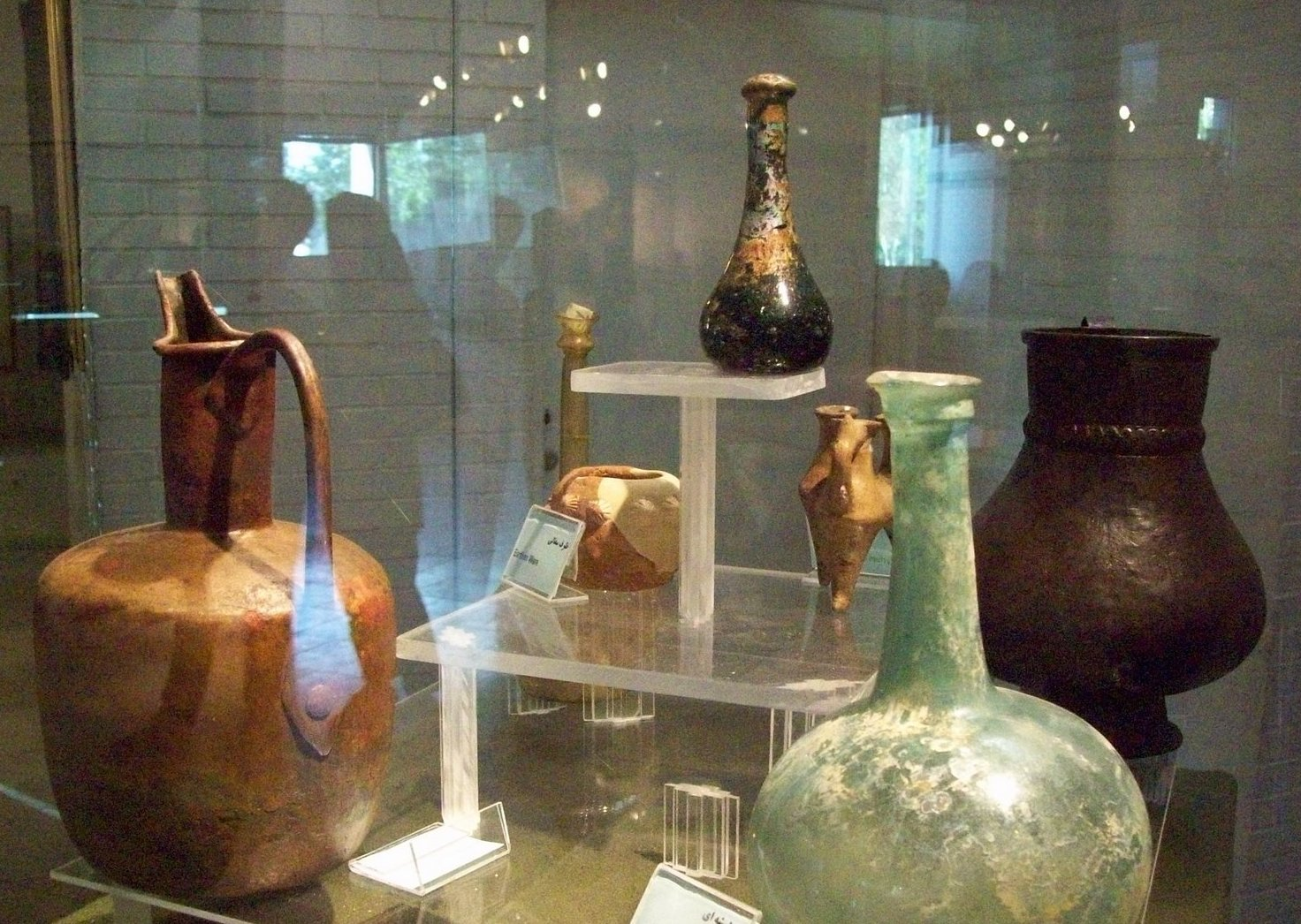
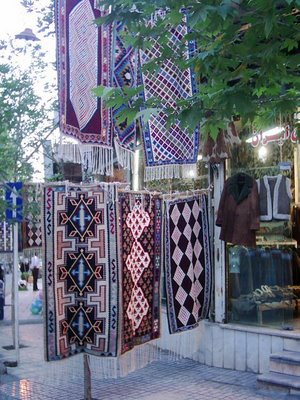
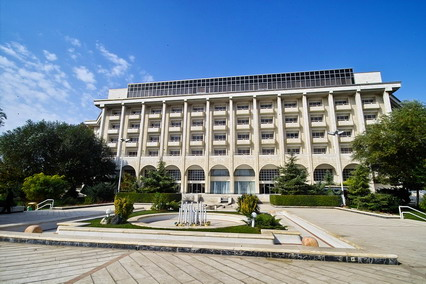
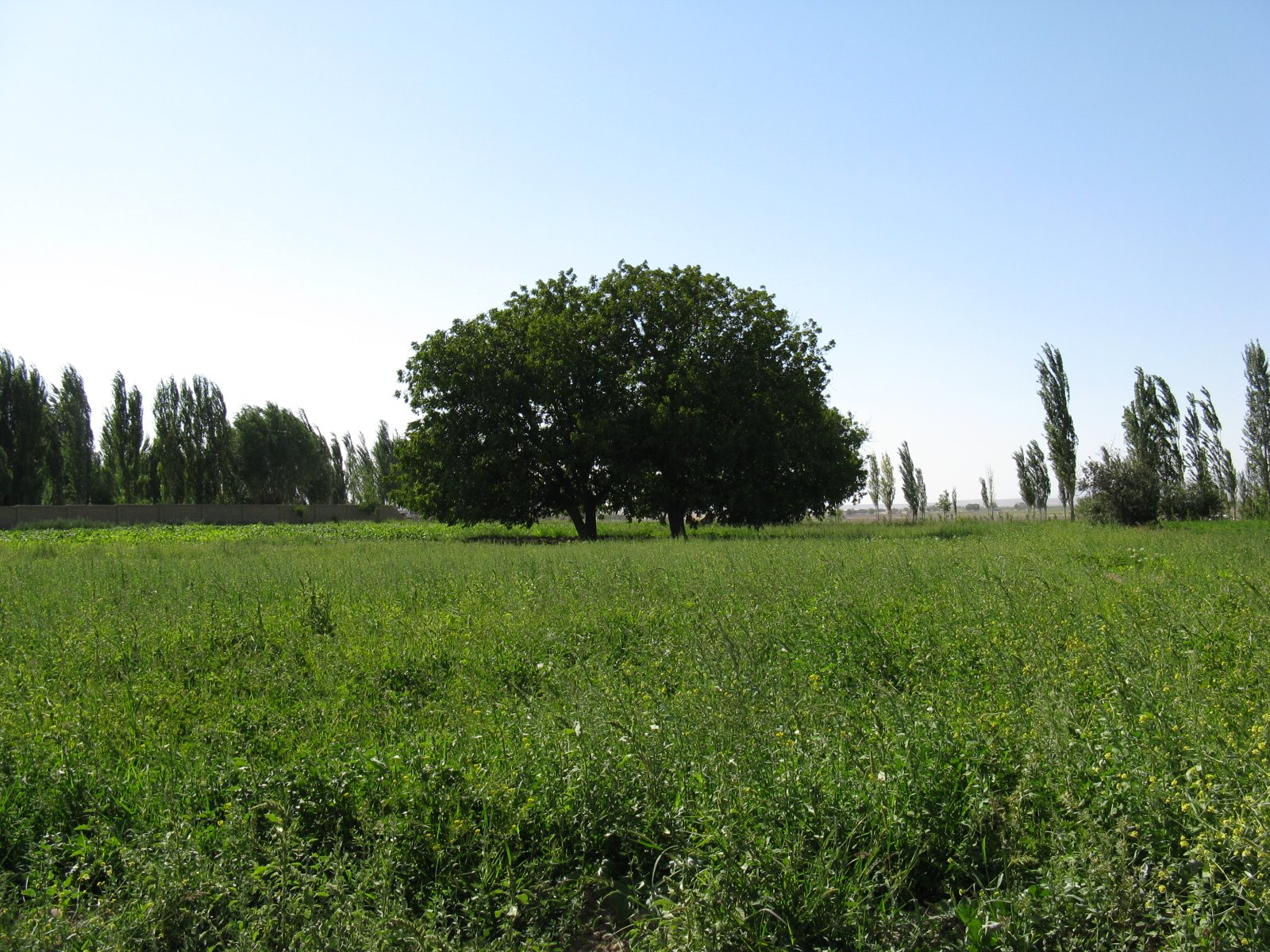
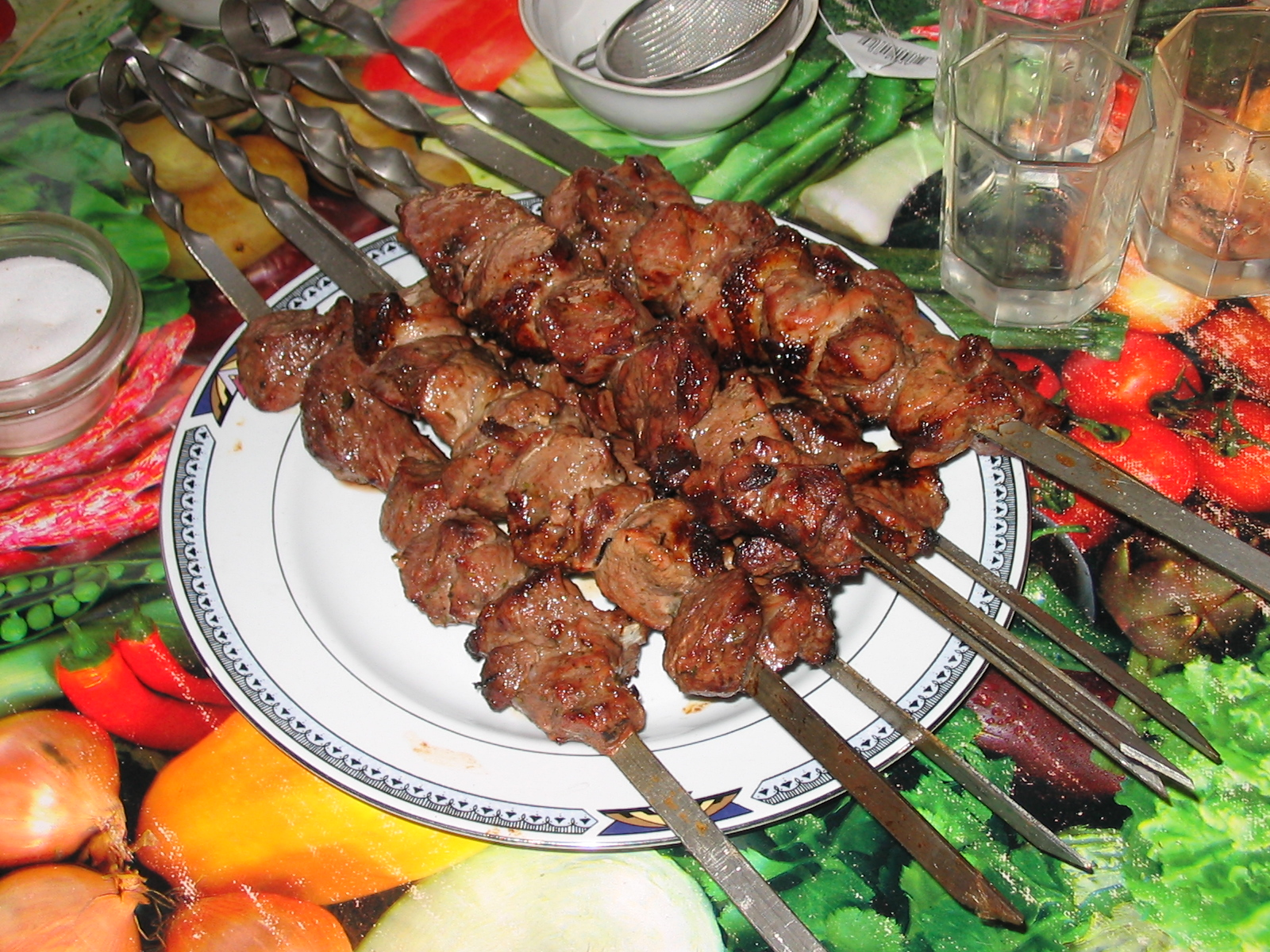
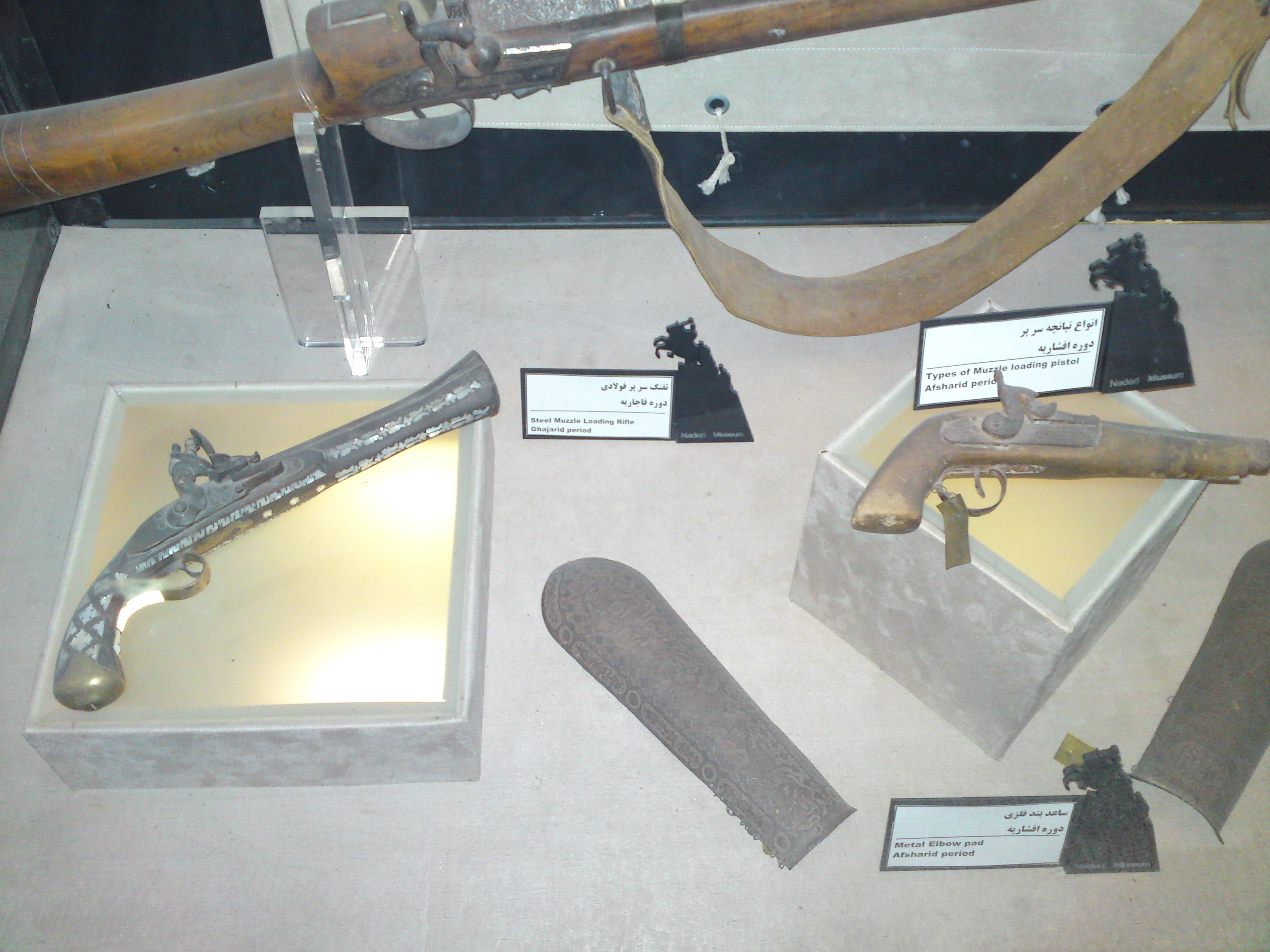
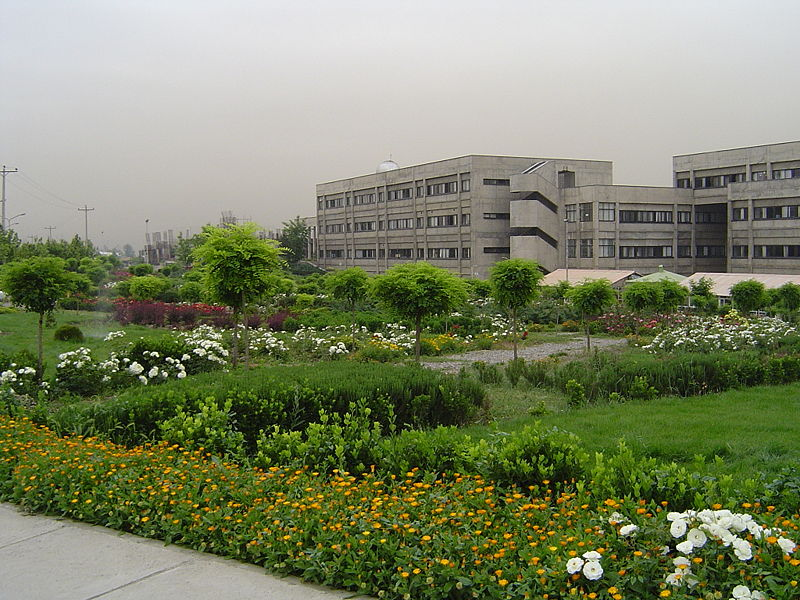
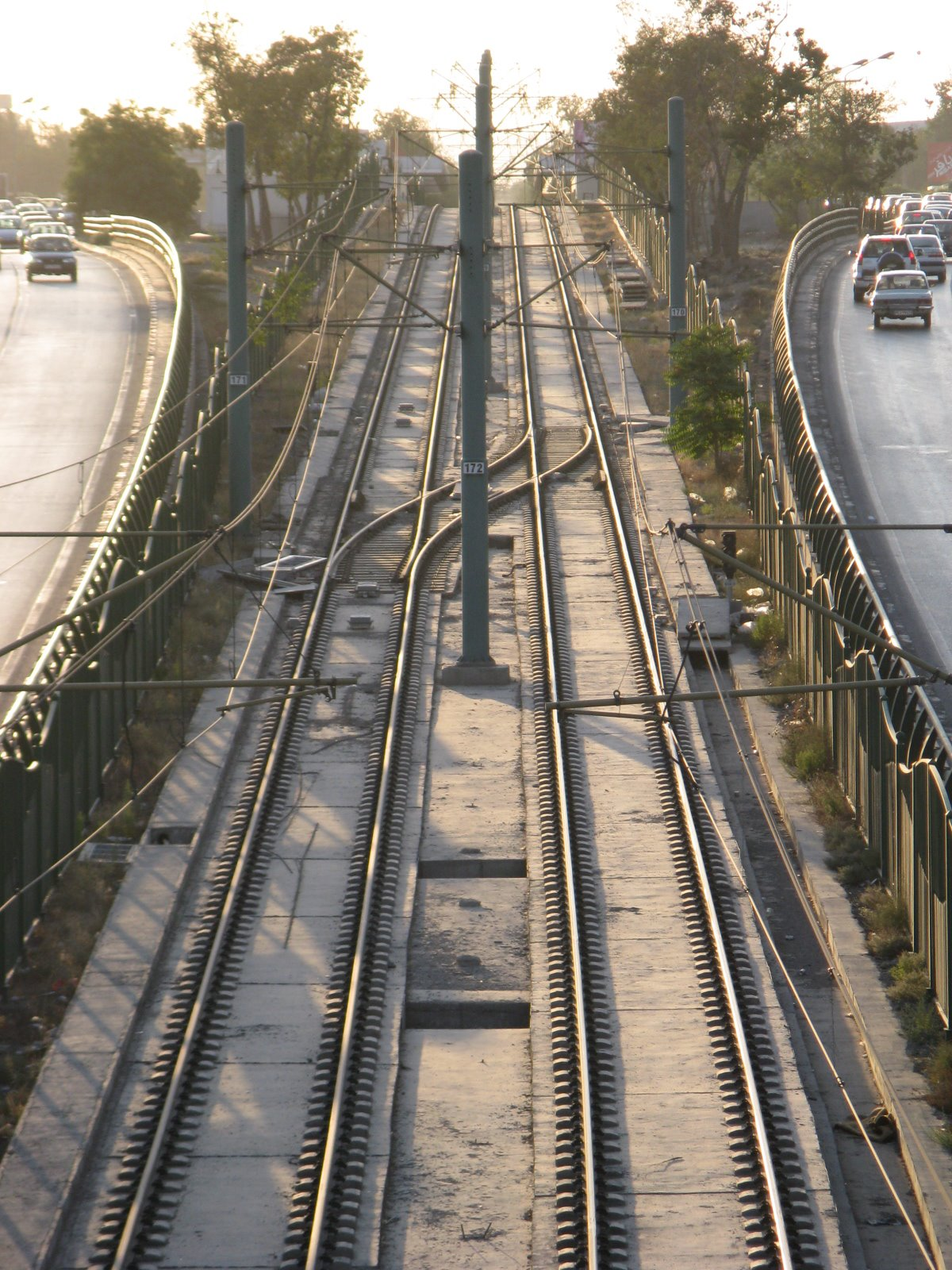
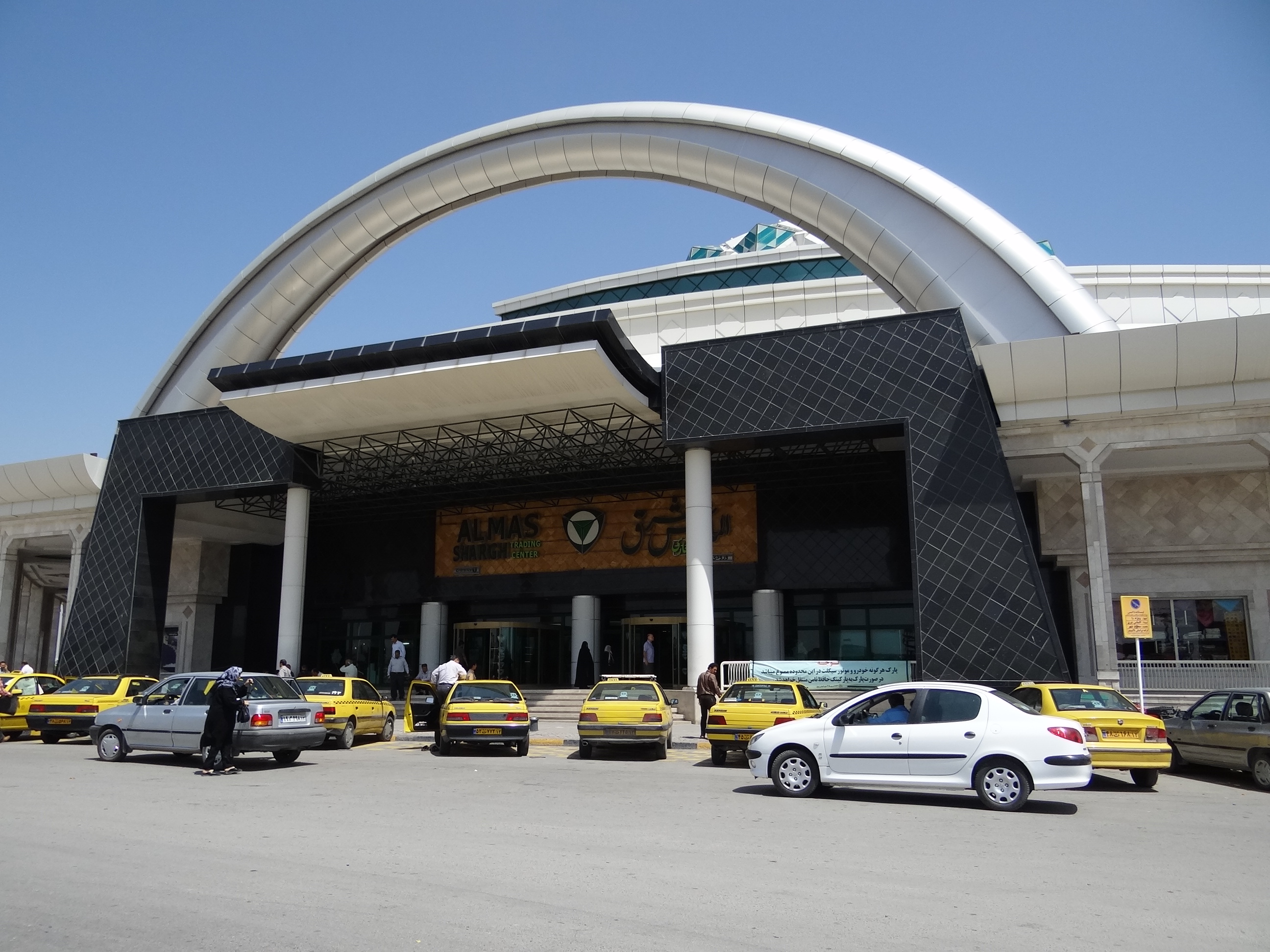
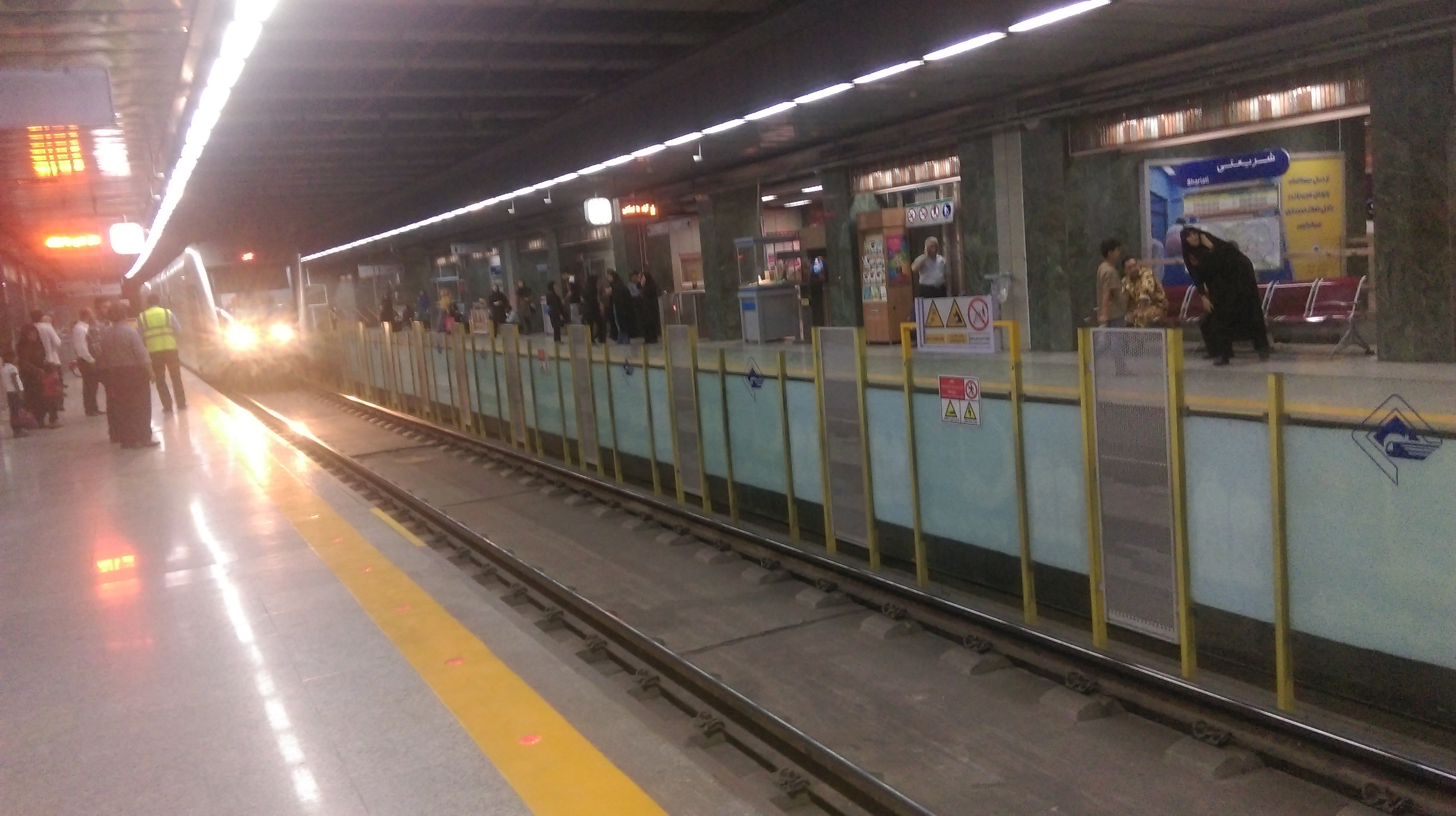
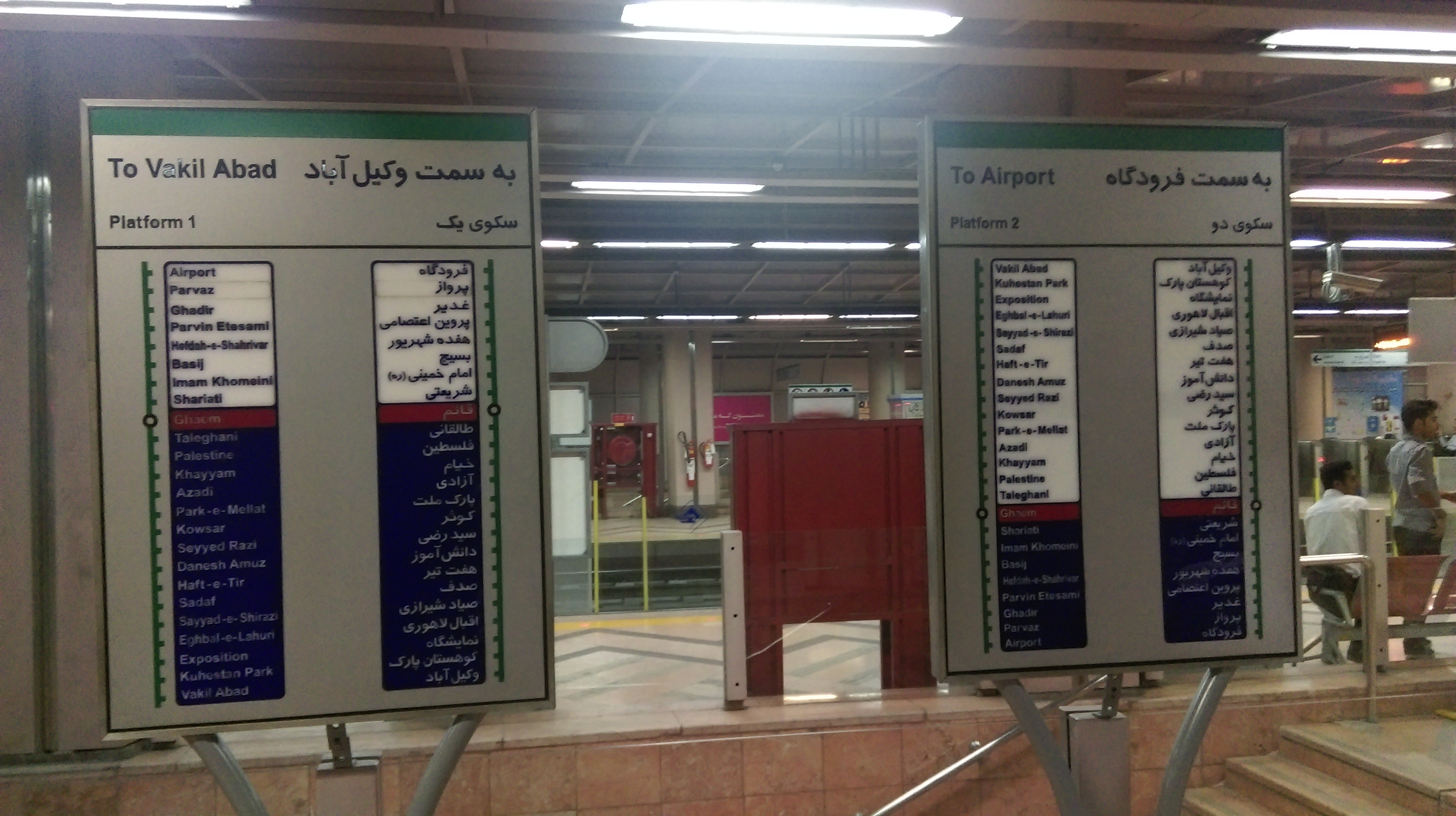
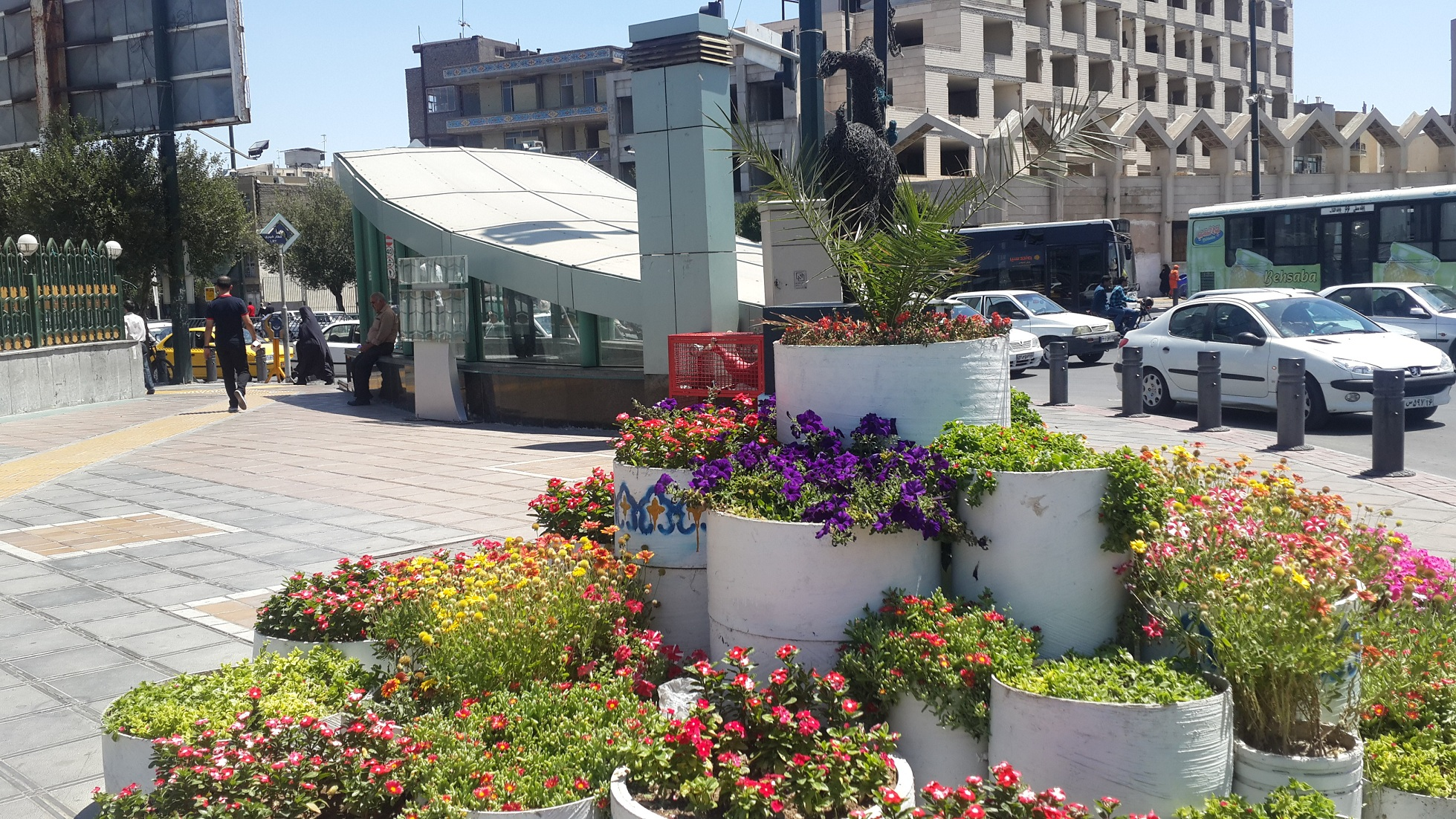
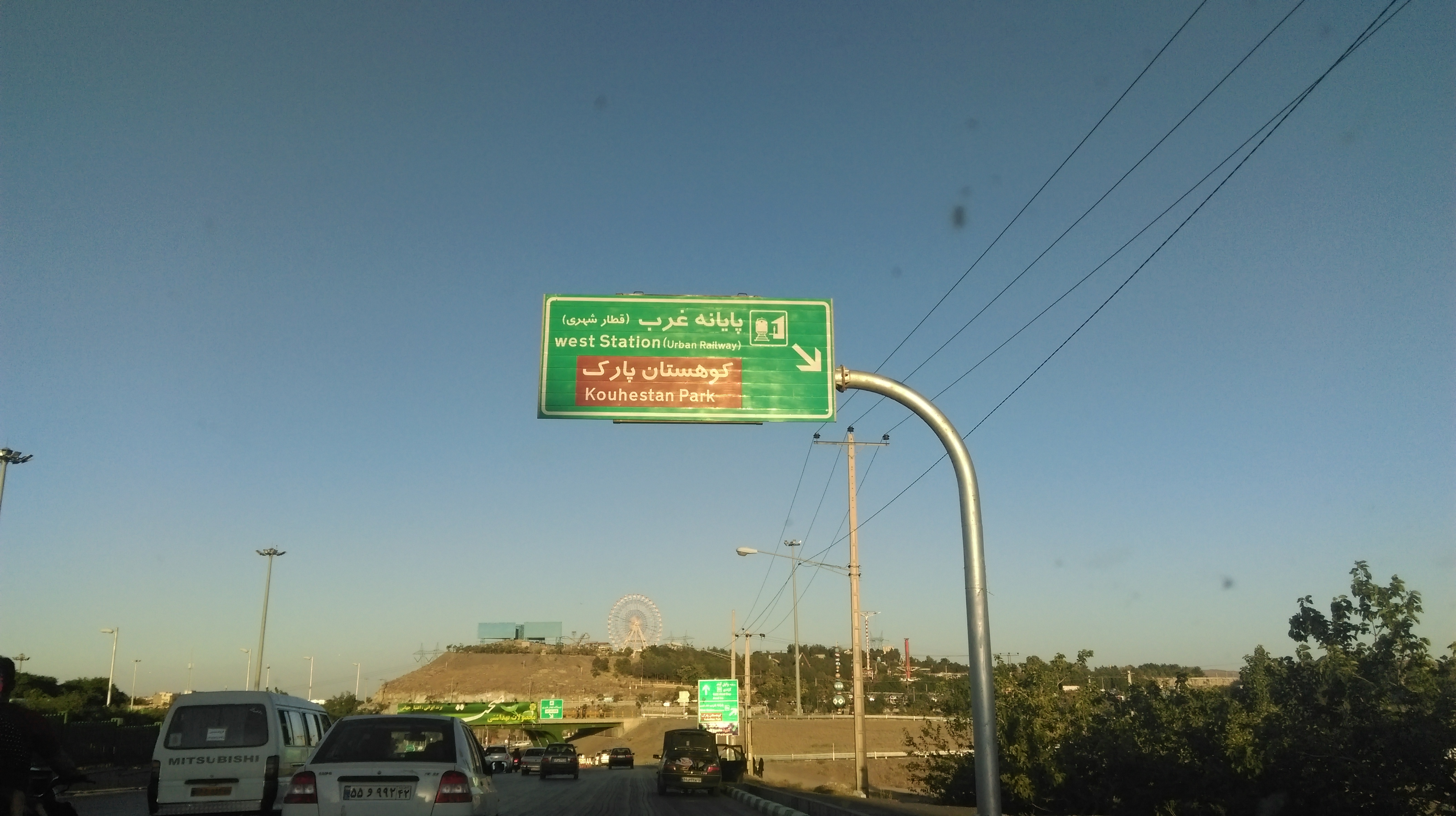
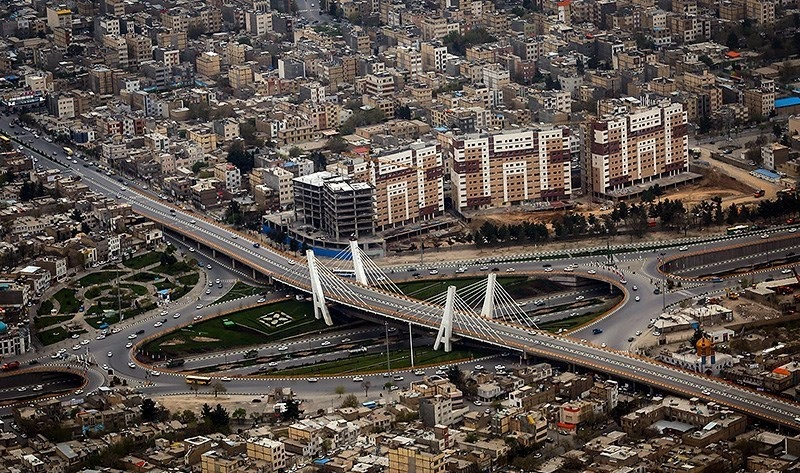
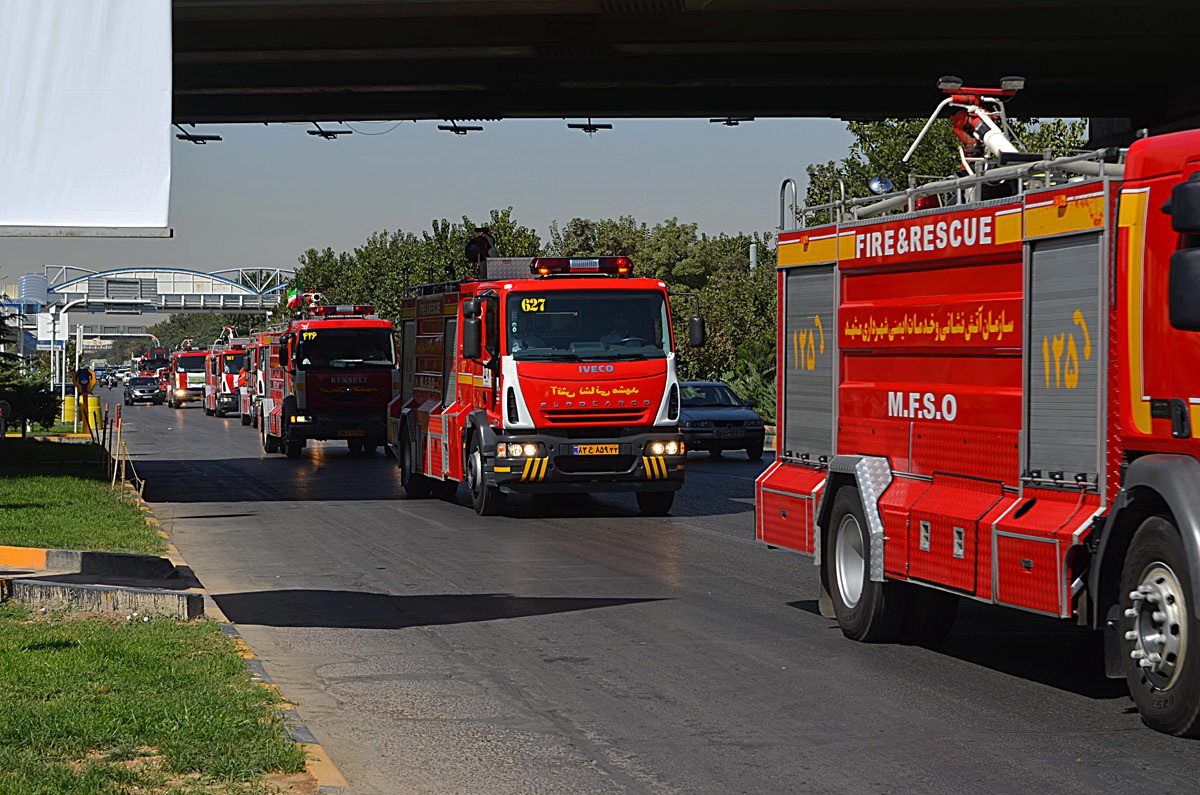
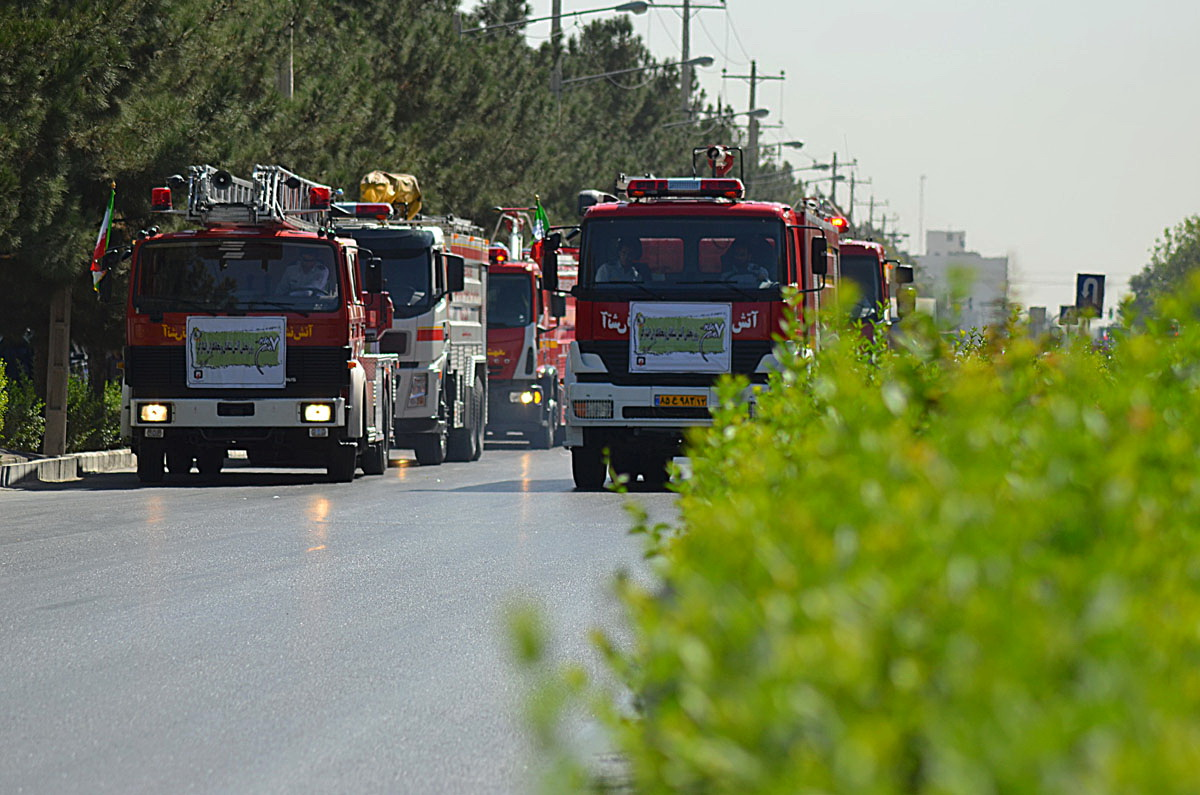
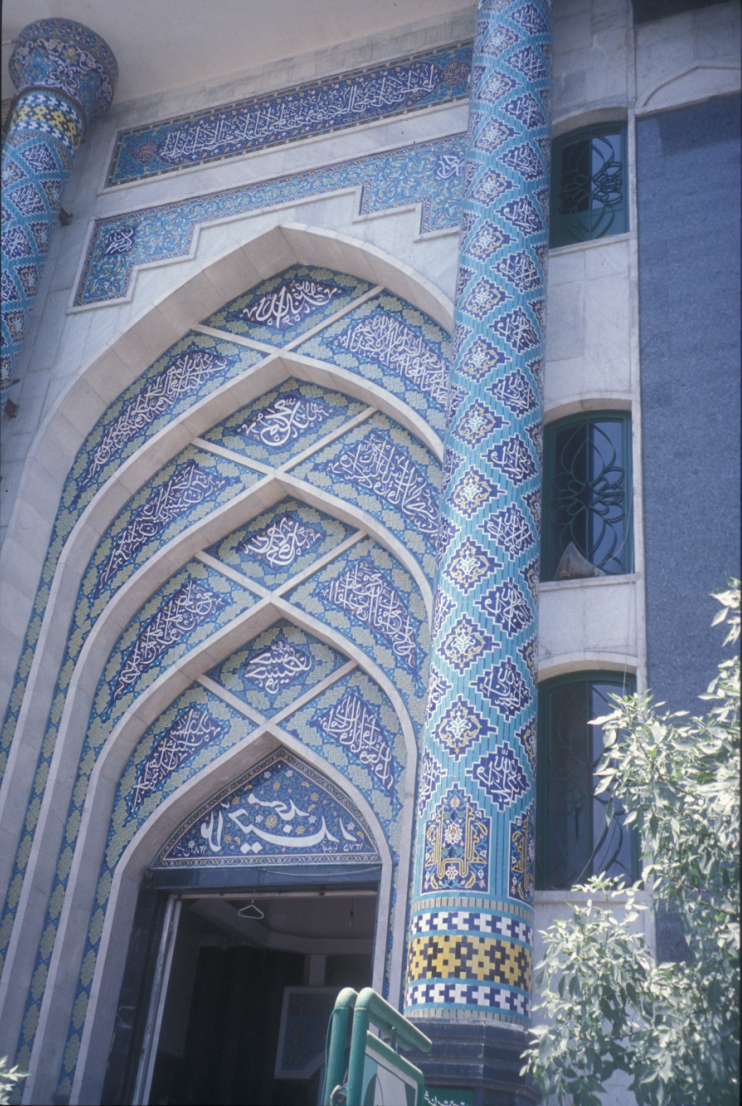
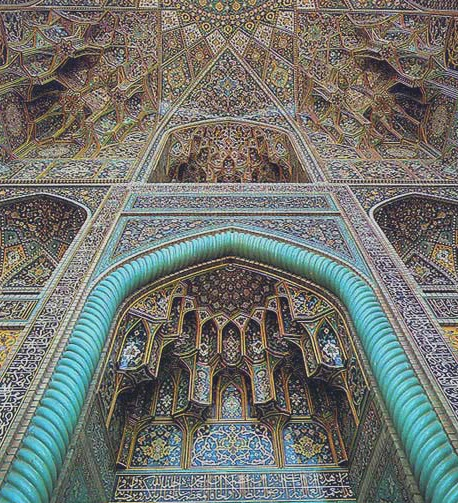
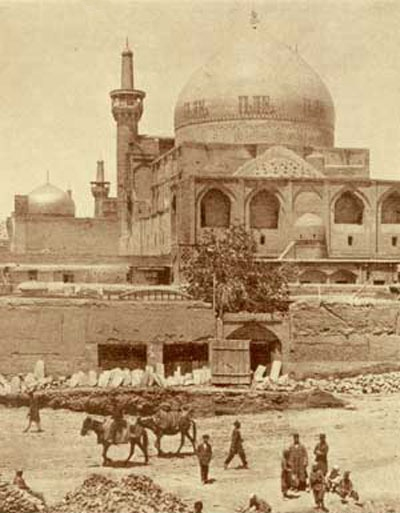
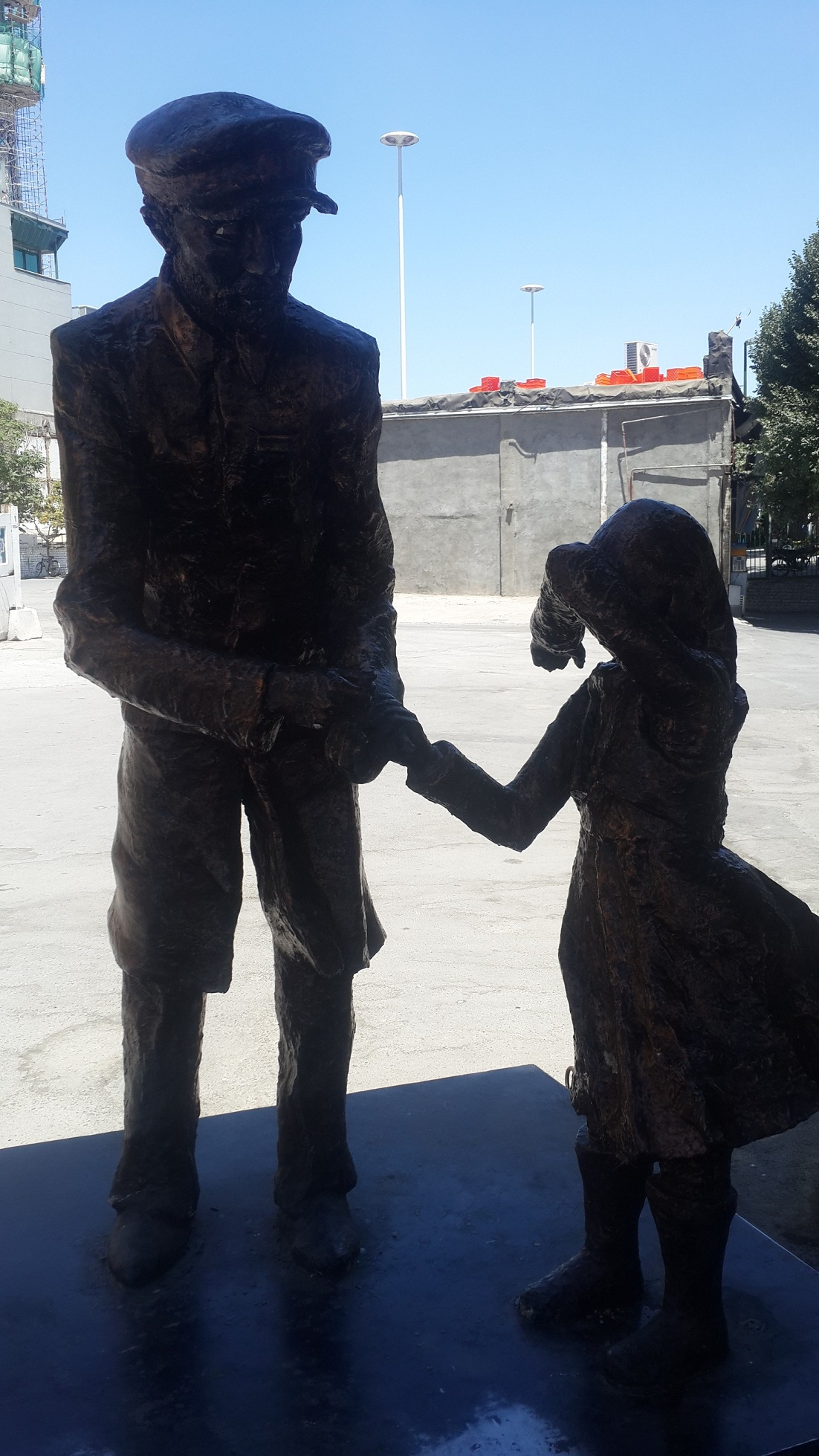
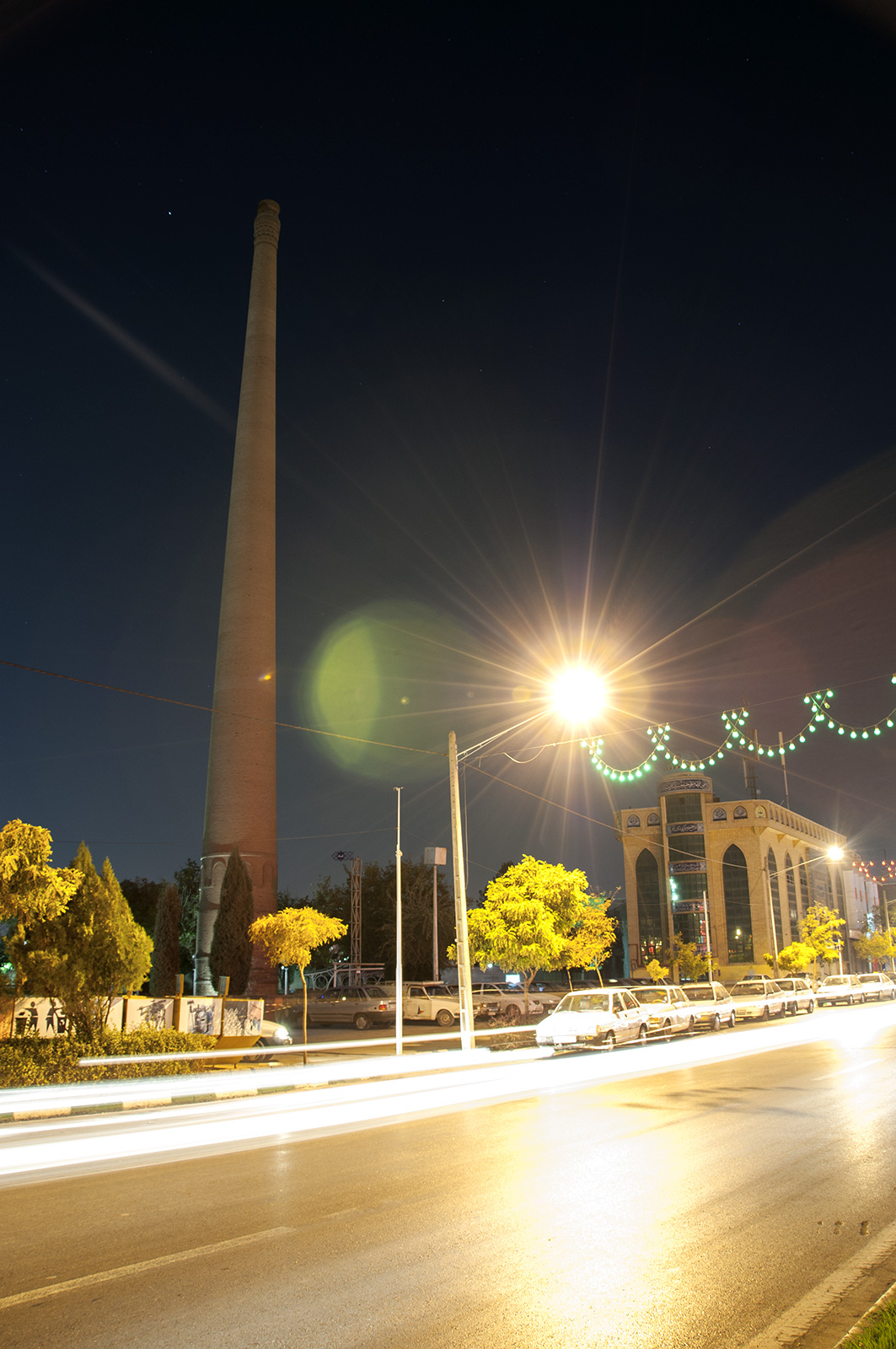
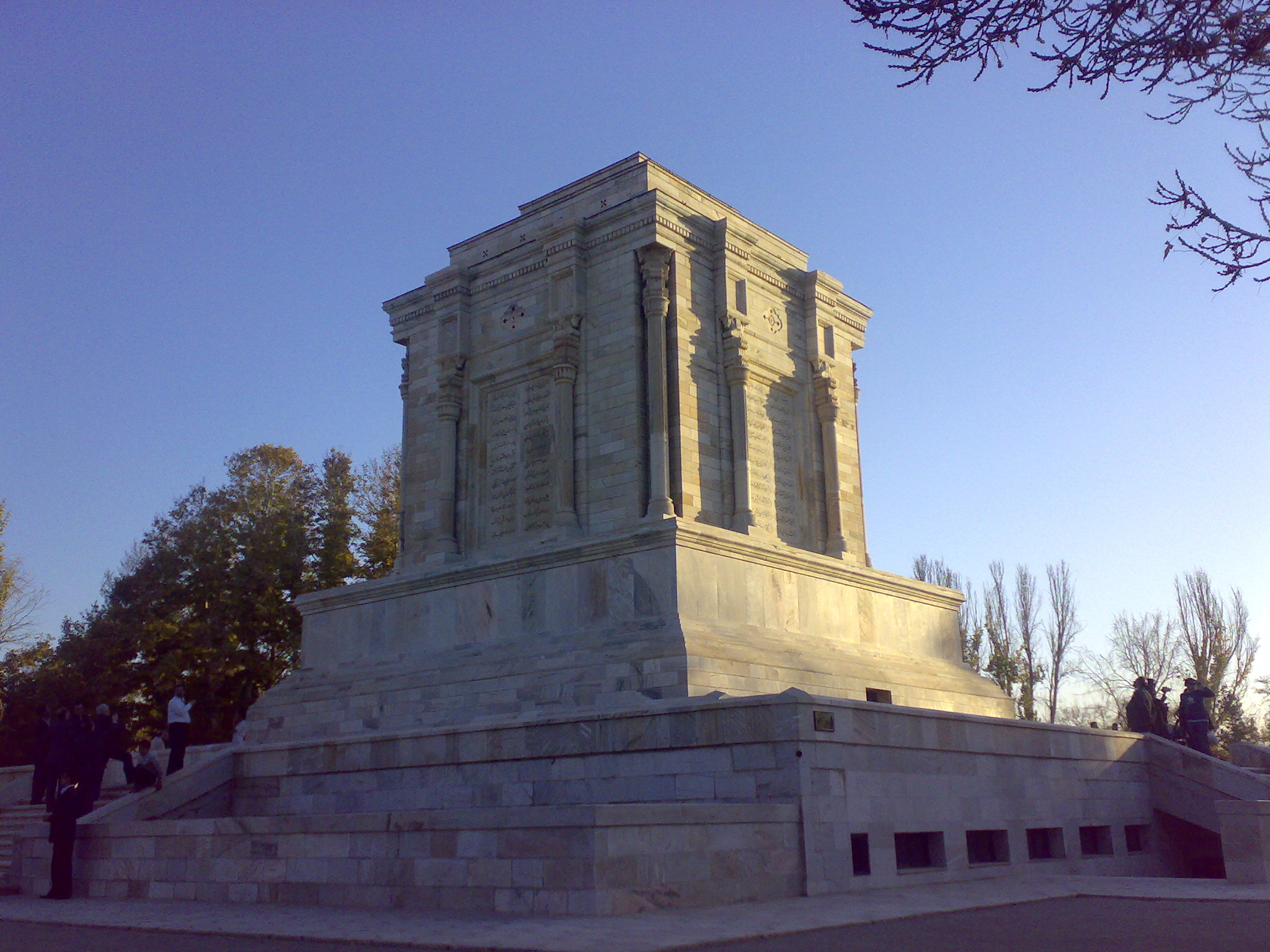
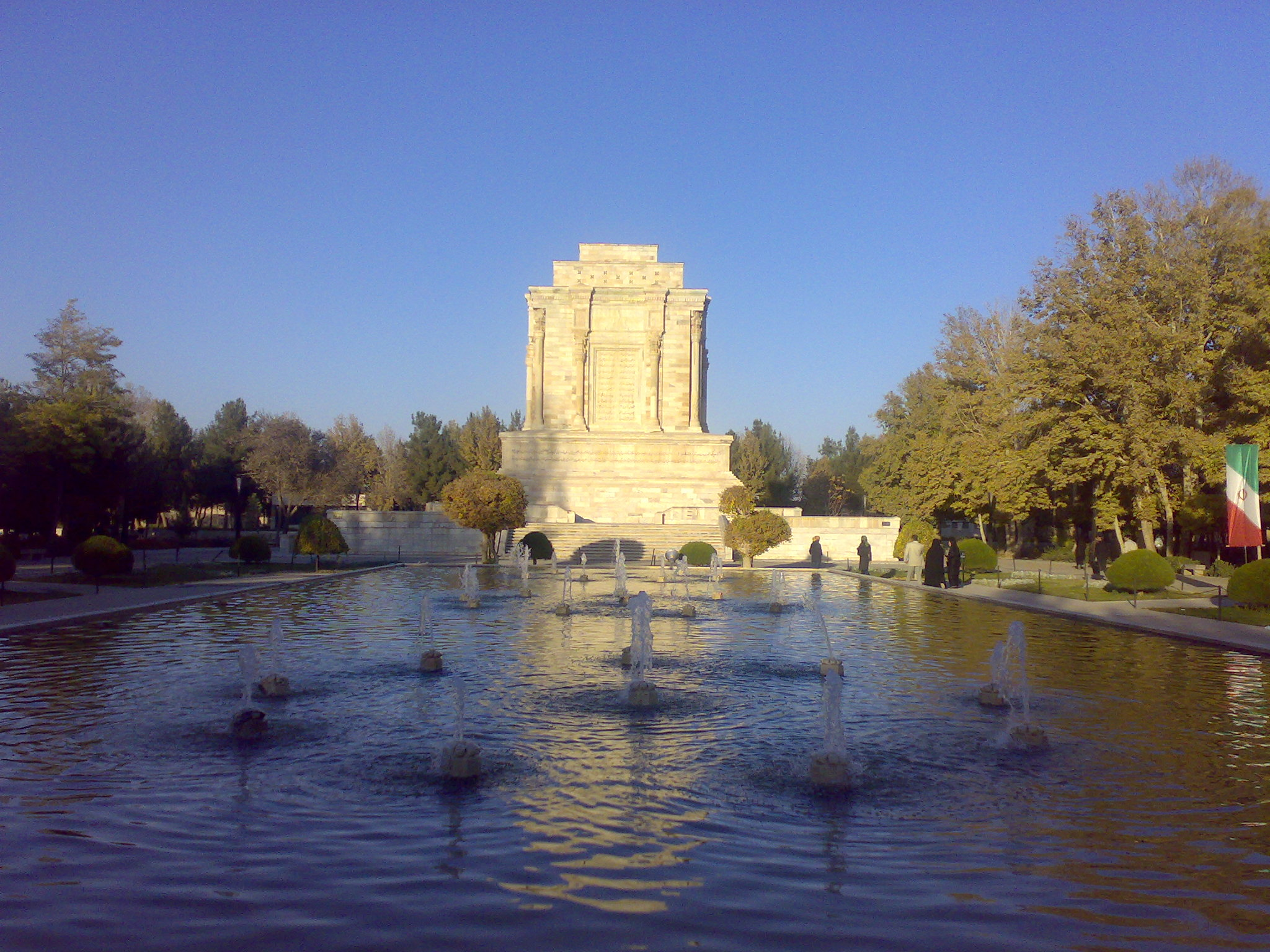
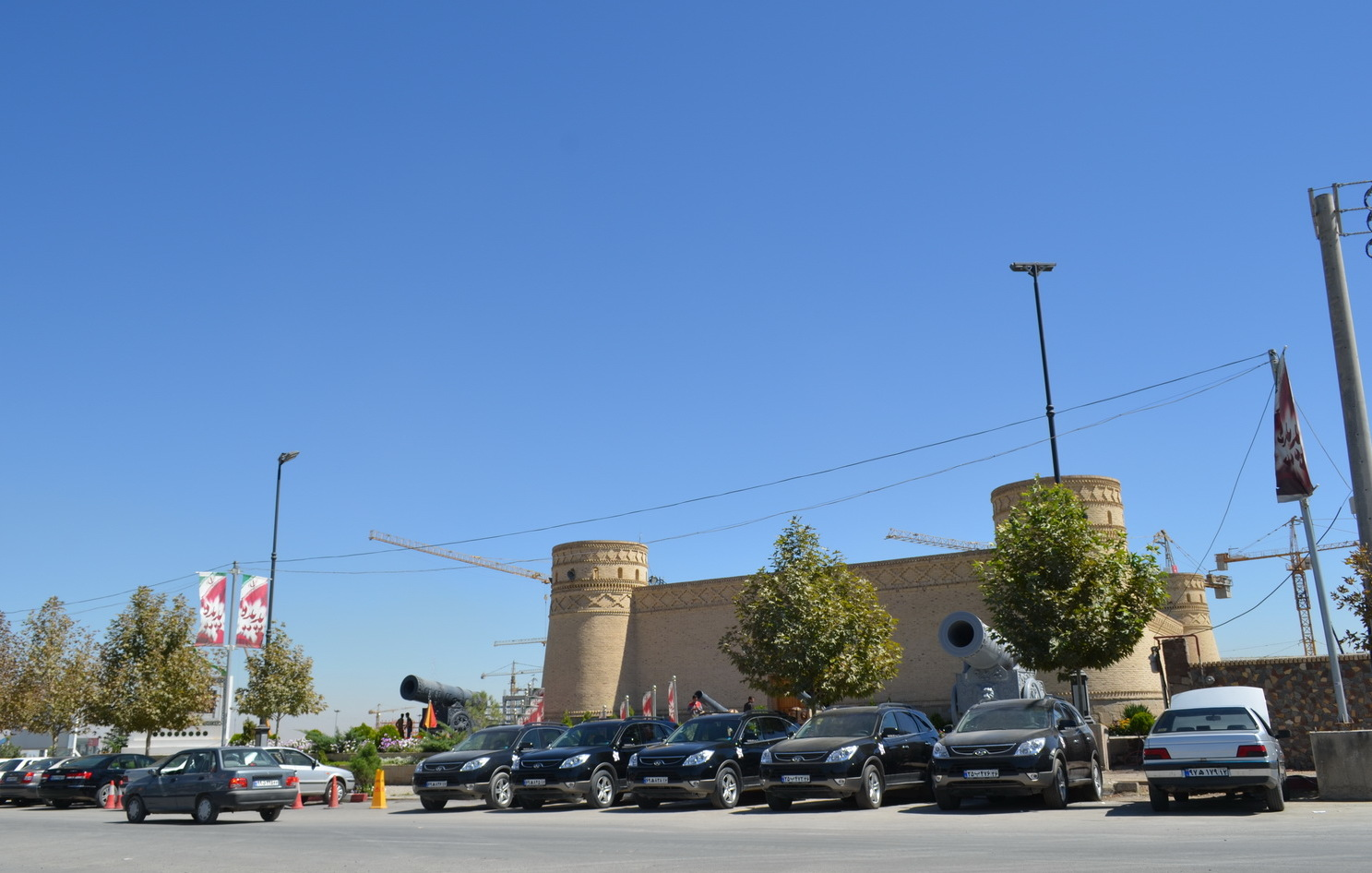
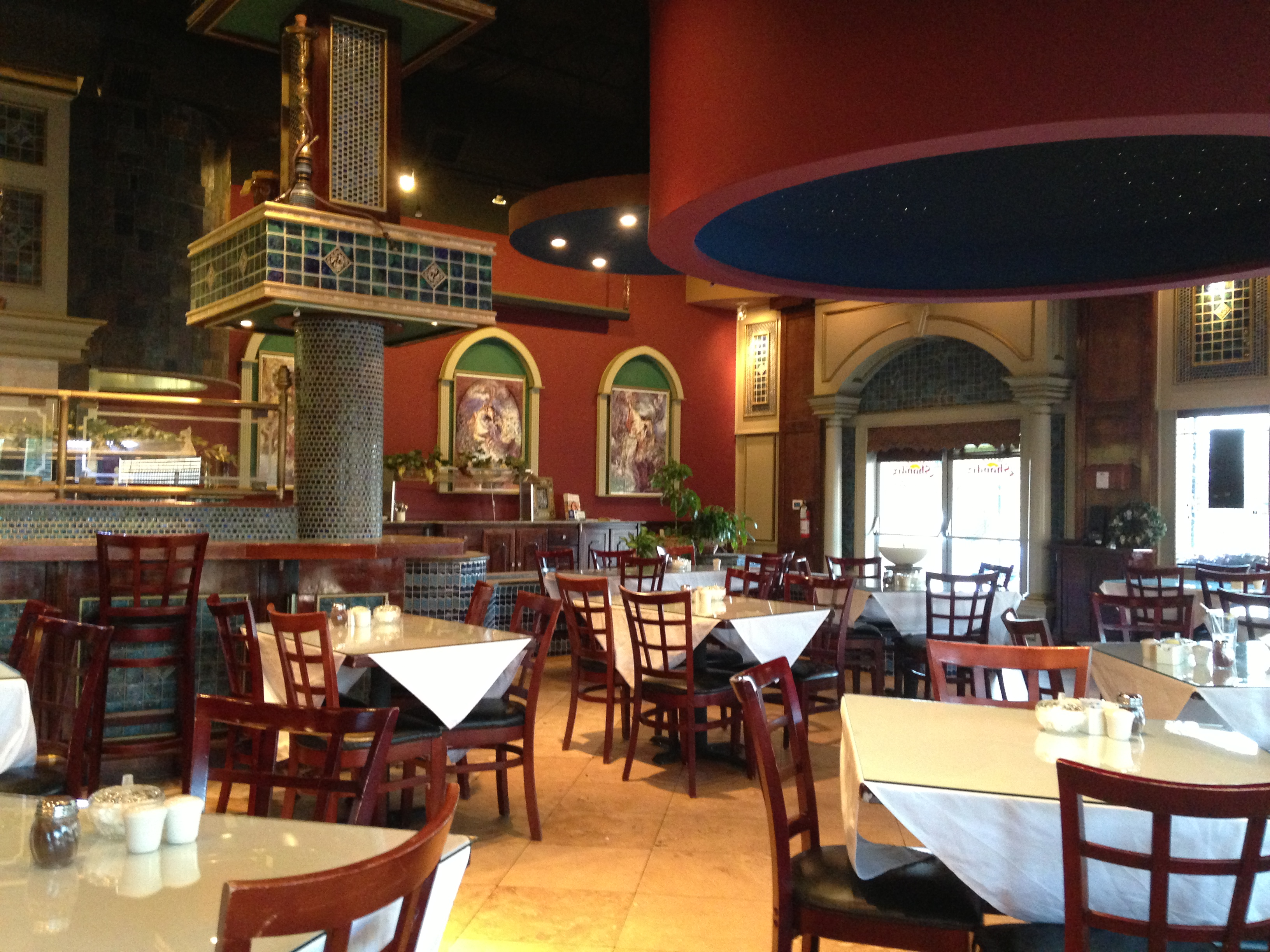
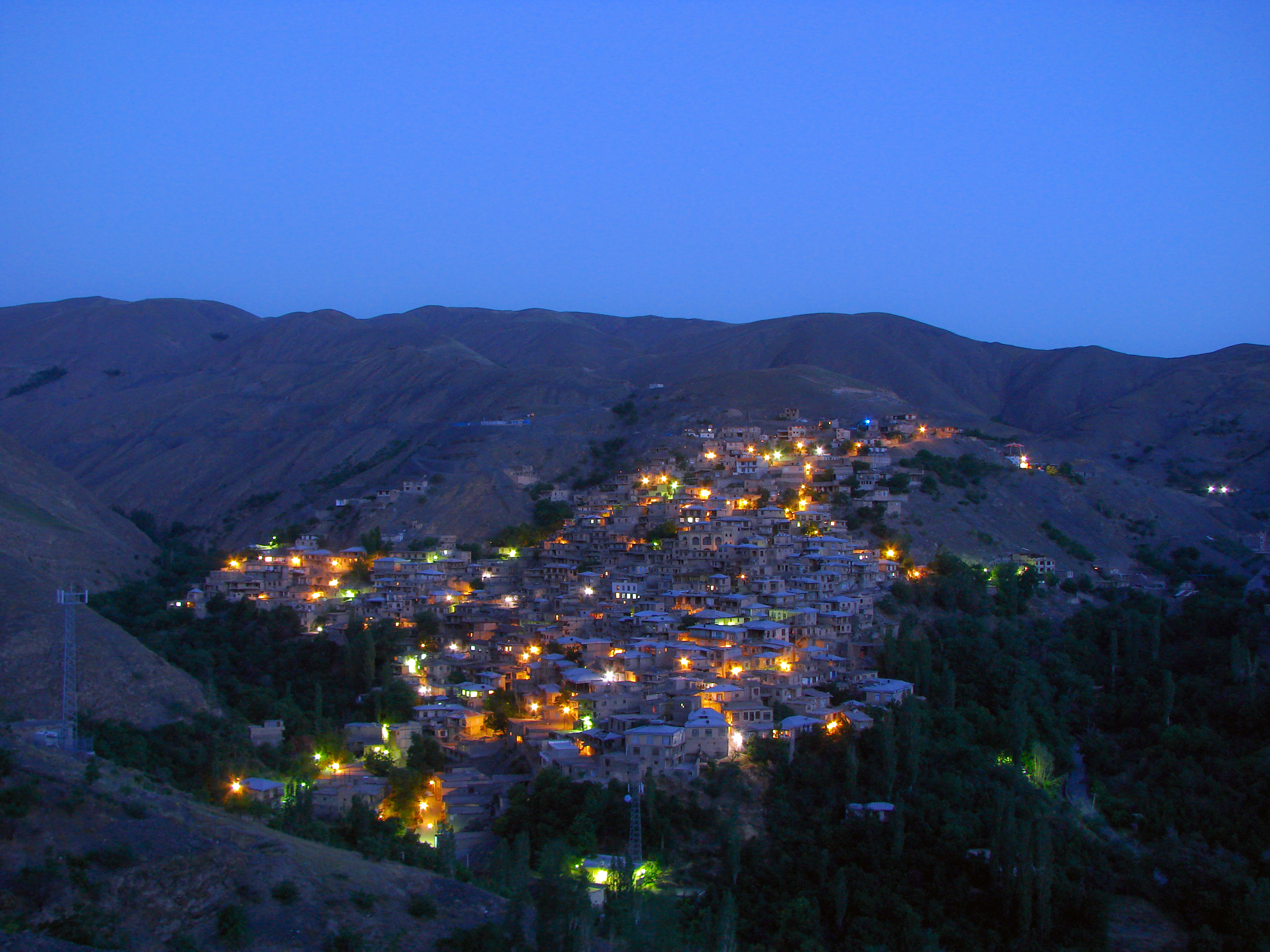
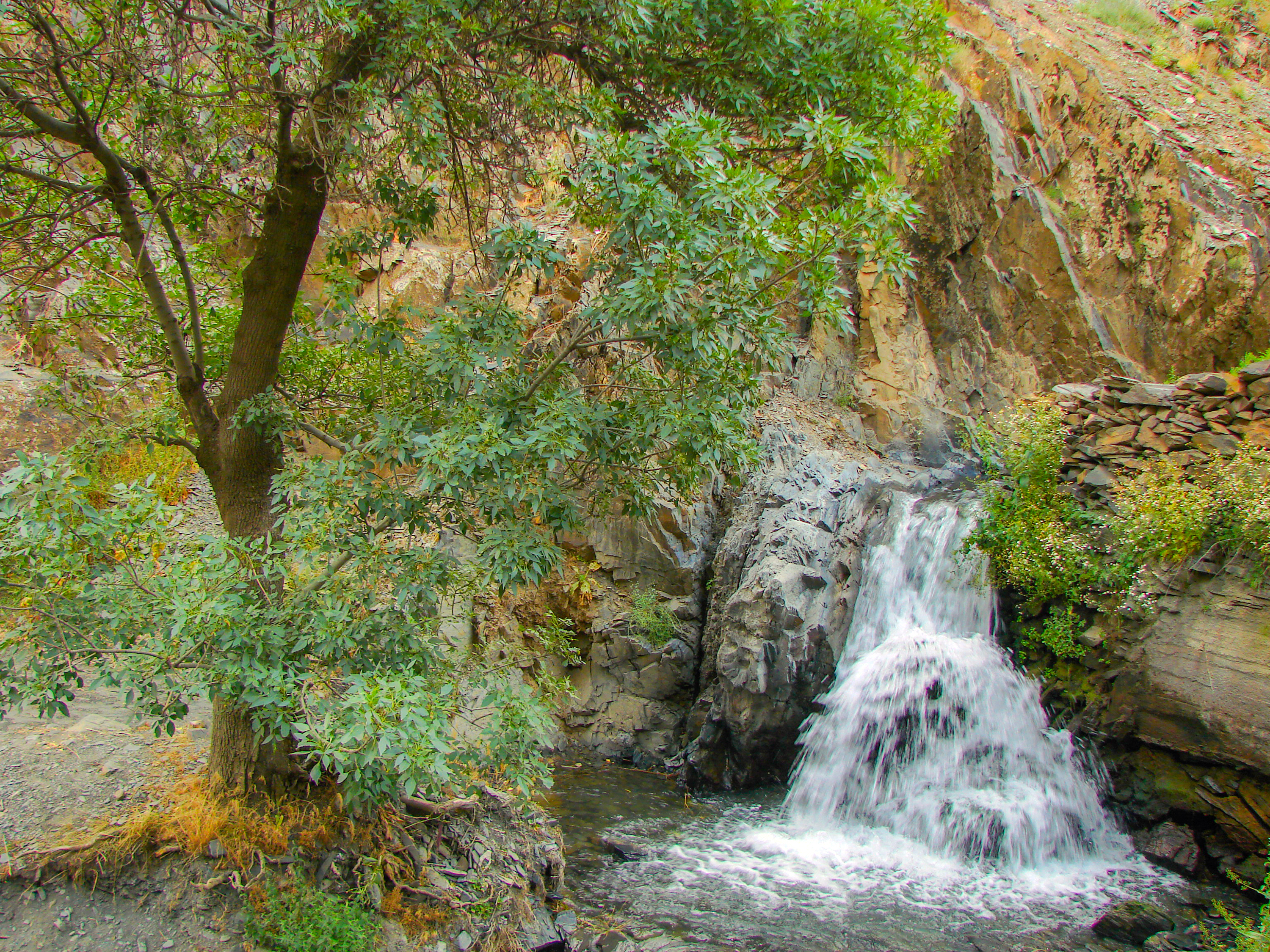
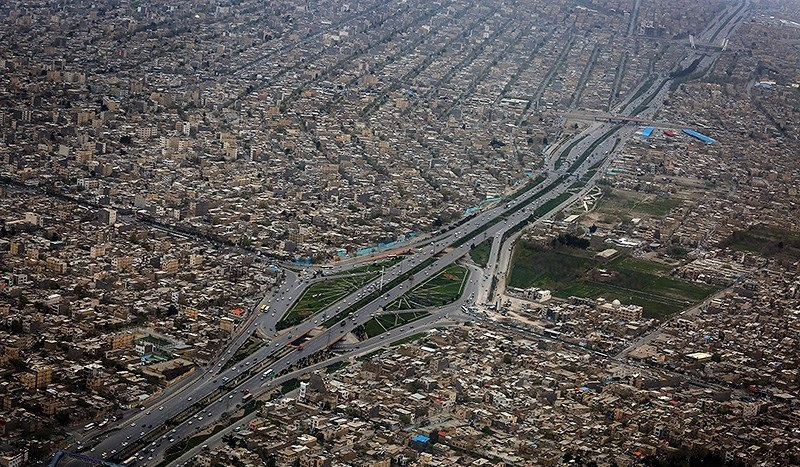
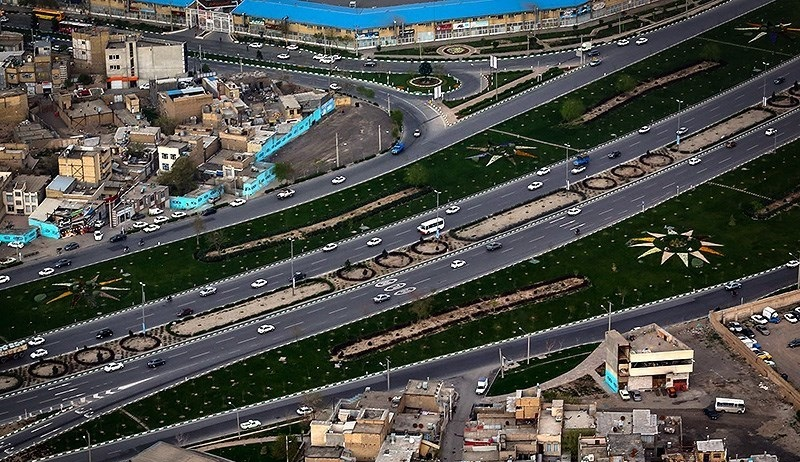
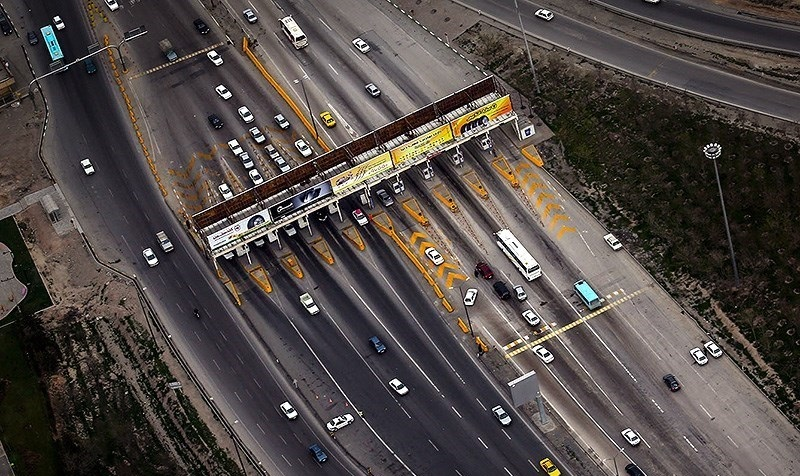
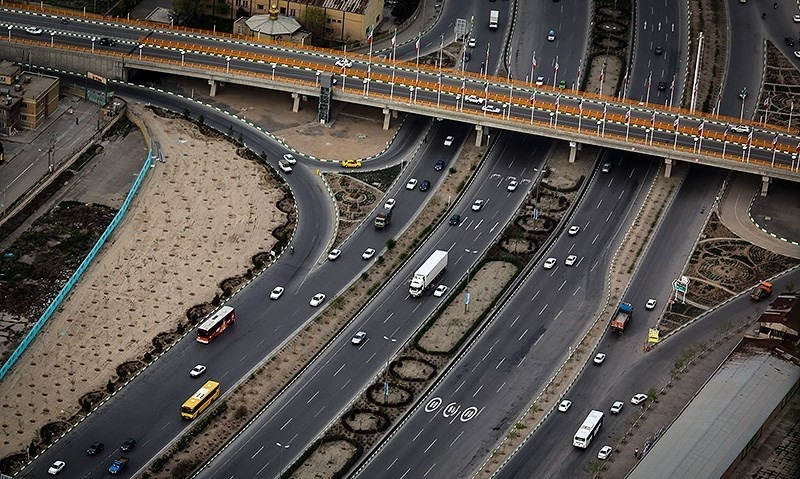